# 큐리오시티 (탐사차)
큐리오시티 로버(Curiosity Rover) 혹은 줄여서 큐리오시티(Curiosity)는 NASA의 화성 과학 실험실 (MSL) 계획의 일부로, 게일 분화구와 그 일대를 탐사하는 자동차 크기만한 화성 탐사차이다.
큐리오시티 로버는 2011년 11월 26일에 케이프커내버럴 공군기지에서 화성 과학 실험실 선체에 실려 발사되었고, 2012년 8월 6일에 화성의 게일 분화구 내부의 아이올리스 평원에 착륙하였다,큐리오시티 로버는 5억 6천 3백만km라는 엄청난 거리의 여정임에도 불구하고, 브래드버리 착륙지점에서 불과 2.4km 거리의 지점에 착륙하였다.
큐리오시티 로버의 목표는 화성의 기후와 지질조사(선택된 위치인 게일 분화구가 지금까지 미생물에 유리한 환경 조건을 제공했는지 여부를 평가함)를 포함하여 물의 역할에 대한 조사와 미래의 인간의 탐험에 대비한 행성의 생명체 연구이다.
큐리오시티 로버의 디자인은 2018년과 2020년에 예정된 마스 2020 로버 임무에 사용될 로버에도 재사용될 예정이다.
2014년 6월 24일에 큐리오시티는 화성이 미생물이 살기에 유리한 조건을 가지고 있다는 것을 발견했다.
2018년 6월, 큐리오시티가 메탄을 발견하였다.

## 목표와 목적
화성탐사 프로그램 설립으로, MSL 미션의 주요 과학적 목표는 화성의 기후가 생명을 유지할 수 있는지 여부를 확인하고 뿐만 아니라 물의 역할을 결정짓고, 화성의 대기와 지질에 관한 연구를 하는데 도움이 주는 것이다. 미션은 또한 인간의 탐험 준비에 대해서도 도움을 준다. 이러한 목표에 기여하기 위해 MSL은 여덟 가지 주요 과학적 목적을 가지고 있다.
생물학적
1. 유기 탄소 화합물의 성질 그리고 재고를 결정한다.
2. 화학적 생명의 기본요소들(탄소, 수소, 질소, 산소, 황 그리고 인)을 조사한다.
3. 생물학적 과정의 효과(biosignature)를 나타낼 수 있는 특징을 파악한다.

지질학적 그리고 지구화학적
1. 화성 표면의 화학적, 동위원소적 그리고 광물학적 구성성분과 지표 근처의 지질학적 물질들을 조사한다.
2. 형성되고 바뀐 암석과 토양들의 과정을 해석한다.

행성의 과정
1. 긴 시간과정(즉, 4억년)동안 화성 대기의 진화 과정을 평가한다.
2. 현재의 물과 이산화탄소의 상태, 분배, 순환을 결정한다.

표면의 복사
1. 은하, 우주방사선 그리고 태양의 양성자 충돌과 이차 중성자를 포함하는 표면의 방사선의 폭 넓은 스펙트럼을 특성화한다. 탐사의 일부는 화성을 여행하는 우주선 내부의 방사선 노출을 측정하고, 화성표면을 탐구하며 방사선 측정을 계속한다. 이 자료는 미래의 유인 임무에 중요한 것이다.[15]

일 년 동안 표면임무와 고대의 화성은 미생물이 살기 적합할 수 있었다 평가하는 데 대해서 MSL 임무의 목적은 유기물 구성과 생물학적 분자구조(고생물학의 일부로 taphonomy라 불림)의 보존 과정에서 예측 모델의 발전을 꾀한 것이다.

## 세부사항

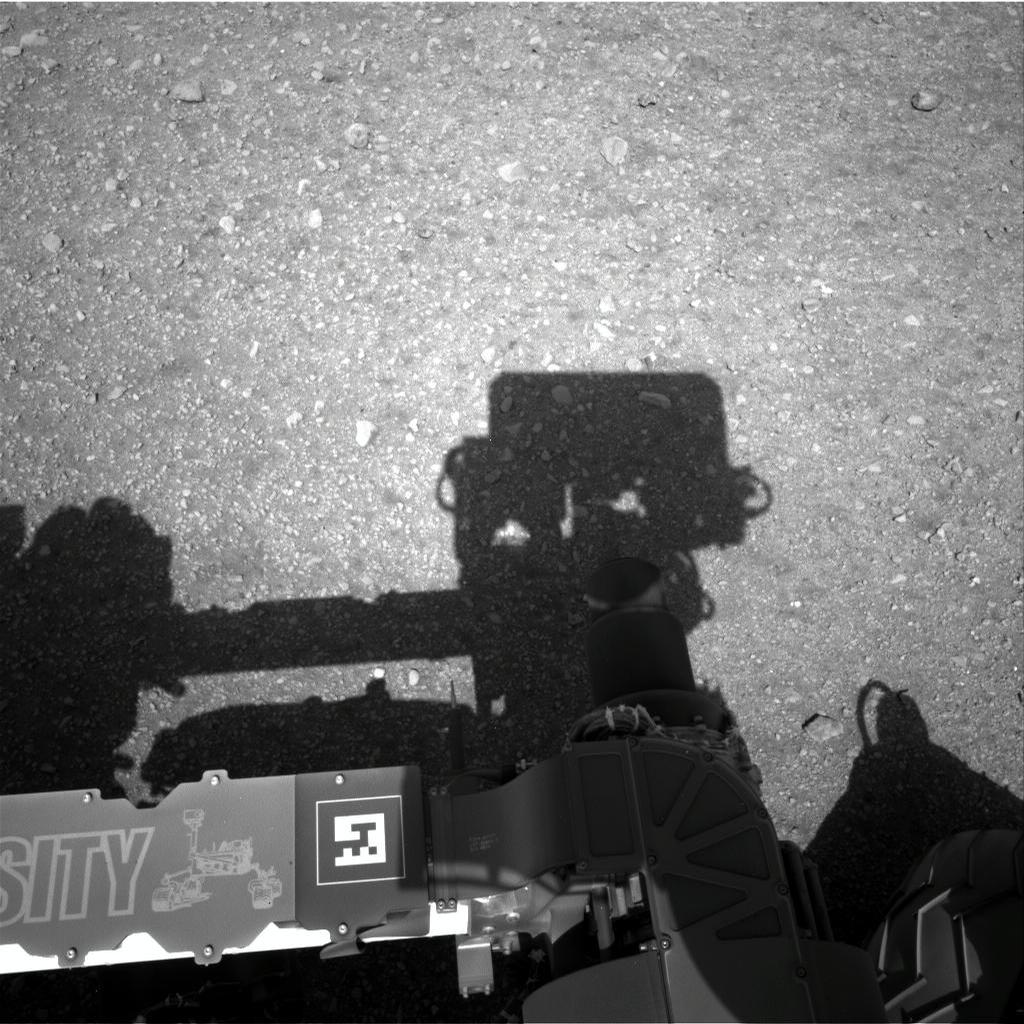
NavCam 사진 속 마스트헤드의 시선에 대한 그림자 (2012년 8월 8일)

큐리오시티의 우주를 안전하게 가로질러 탐사차를 배달하는 단독 임무를 지닌 지구에서 화성의 표면까지 부드럽게 착륙시킬 화성 과학 실험실(MSL)은 우주선 질량의 23%인 3,893 kg(8,583파운드)을 차지한다. MSL우주선의 남은 질량은 이 일을 진행하는 과정에서 폐기되었다.
- 크기: 큐리오시티의 질량은 과학 장비 80 kg(180 파운드)을 포함하여 899 kg(1,982 파운드)이다. 탐사선의 길이는 2.9m(9.5피트)이고 넓이는 2.7m(8.9피트), 높이는 2.2m(7.2피트)이다.[17][18]

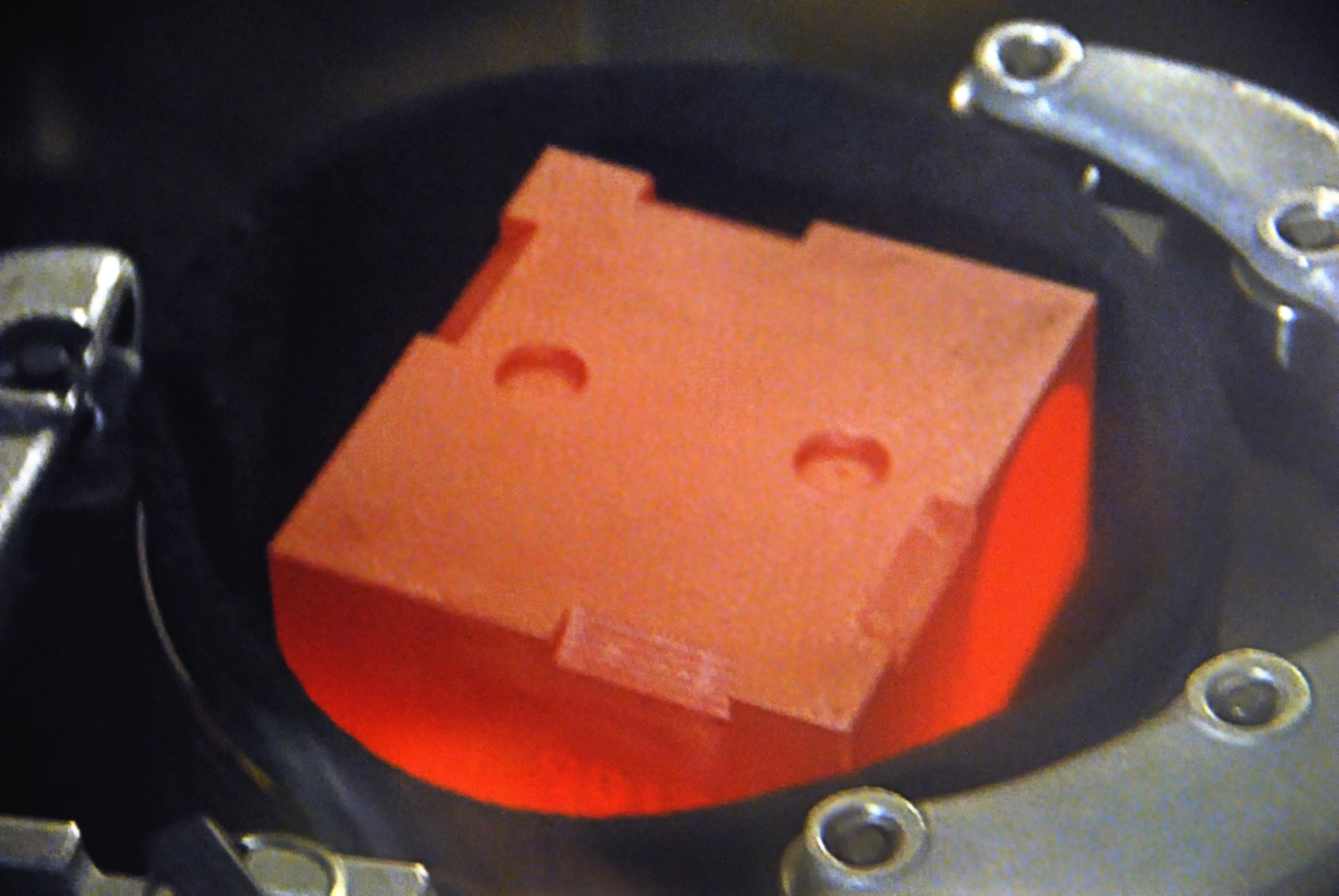
발전기로 전환하는 흑연 껍질 내의 방사선 동위원소.

- 동력원: 큐리오시티는 1976년 성공적으로 화성에 착륙한 바이킹 1호와 2호와 같은 방사성 동위원소 열 발전기(RTG)로 움직인다.[19][20]

방사성 동위원소 전력 시스템(RPSs)는 플루토늄의 비 핵분열 동위원소인 플루토늄 238처럼 방사성 동위원소의 붕괴에서 전기를 생산하는 발전기이다. 동위 원소 붕괴에 의해 방출한 열은 열전대에 의해 변환되어 밤낮 내내 모든 시기동안 일정한 전력을 공급해준다. 남는 열은 차량과 장비를 자유롭게 움직일 수 있도록 파이프를 지나서 시스템을 따듯하게 해주는데 쓰일 수 있다. 큐리오시티의 RTG는 미 에너지부에서 제공한 이산화 플루토늄 238 4.8kg(11 파운드)가 연료이다.
큐리오시티의 발전기는 보잉, 아이다호 국립 연구소에 의해 만들어진 복합 임무 방사선 동위 원소 열 발전기 또는 MMRTG라고 불리는 최신 세대의 RTG이다. RTG 기술에 기초하여 더 유연하고 더 소형화된 발전단계를 나타내며 미션 시작 시 전기 에너지 2000와트의 열에너지로부터 125와트를 생성하도록 설계되어 있다. MMRTG는 플루토늄 연료의 붕괴 때문에 갈수록 더 적은 에너지를 낸다. :최소 수명은 14년이고, 전력 출력은 100와트 이하이다. 전원은 매일 9MJ(2.5kWh)의 에너지를 생산하는데, 매일 2.1MJ(0.58kWh) 에너지를 생산해 내는 화성 탐험 탐사차의 태양 전지판보다 훨씬 더 많은 전력을 생산해낸다. MMRTG으로부터의 전력 출력은 두 개의 충전식 리튬 배터리를 충전한다. 이 수요가 일시적으로 발전기의 정상 출력 단계를 초과할 때, 탐사차 활동의 최대전력 수요를 충족하기 위해 전력 하부 조직을 사용 가능하게 한다. 각 배터리의 용량은 42시간이다.
- 열 방출 시스템: 착륙 지점의 온도는 –127에서 40℃(-197에서 104℉)로 다를 수 있다. 그러므로, 열 시스템은 화성 년의 대부분을 지내는 탐사차를 따뜻하게 해준다. 열 시스템은 수동적으로, 내부 구성 요소의 분산을 통해서, 전략적 핵심 구성요소에 배치된 전기 가열기에 의해, 그리고 탐사차의 열 방출 시스템(HRS)을 이용하는 등의 여러 가지 방법들을 쓸 것이다.[26] 그것은 민감한 구성 요소가 최적의 온도로 유지 되도록 탐사차의 몸에 60m(200피트)튜브를 통해 유체를 펌프질 한다.[27] 유체 고리는 탐사차가 너무 뜨거워질 때 추가적으로 열을 제거하는데 목적이 있고, 또한 나란히 장착된 RTG 전원으로부터 두 개의 열 교환기를 통해 유체를 펌프질하여 남는 열을 모을 수 있다. 또한, 필요한 경우 HRS는 부품을 냉각하는 기능이 있다.[27]
- 컴퓨터: 탐사차 컴퓨터 요소(RCE)라고 불리는 두 개의 탑재된 동일한 컴퓨터는 극도의 방사선을 견디고 전원 차단 반복을 보호하기 위해 방사성 경화 메모리를 포함한다. 각각의 컴퓨터 메모리는 256kB EEPROM, 256MB DRAM, 2GB의 메모리가 포함된다.[28] 이 특징들은 3MB EEPROM, 128MB DRAM, 256MB의 메모리를 사용했던 화성 탐험 탐사차들과 비교된다.[29]

RCE 컴퓨터는 화성 탐사 탐사차의 RAD6000 CPU 후속작인 RAD750 CPU를 사용한다. RAD6000 CPU가 35MIPS를 할 수 있는 동안 RAD750은 400MIPS까지 실행할 수 있다. 두 개의 탑재된 컴퓨터중 하나는 백업으로 구성되어 있고, 주된 컴퓨터에 문제가 생겼을 때 사용된다. 2013년 2월 28일에 NASA는 회로에서 계속해서 재부팅 문제가 생기는 주된 컴퓨터의 플래시 메모리를 백업 컴퓨터로 전환 시키는 것을 강요했다. 백업 컴퓨터가 안전 모드에서 활성화되었고, 그 후 3월 4일에 주된 상태로 되돌아왔다. 같은 문제가 늦은 3월에 발생했는데, 2013년 3월 25일에 완전히 재가동을 했다.
탐사차의 운행에 쓰이는 관성 측정 장치(IMU)는 탐사차의 위치에서 쓰이는 3축 정보가 제공된다. 탐사차의 컴퓨터는 탐사차의 온도를 조절하는 것처럼 탐사차를 사용 가능한 상태로 유지하기 위해 지속적인 자기 점검을 한다. 진을 찍고, 운전을 하고, 기계를 작동시키는 등의 활동은 탐사차의 비행 팀으로부터의 명령 순서에 의해 수행된다. 비행하는 동안 컴퓨터의 공간이 없었기 때문에, 탐사차는 착륙 후에 전체 표면 작업 소프트웨어를 설치했다. 새로운 소프트웨어는 근본적인 비행 소프트웨어를 대신했다.

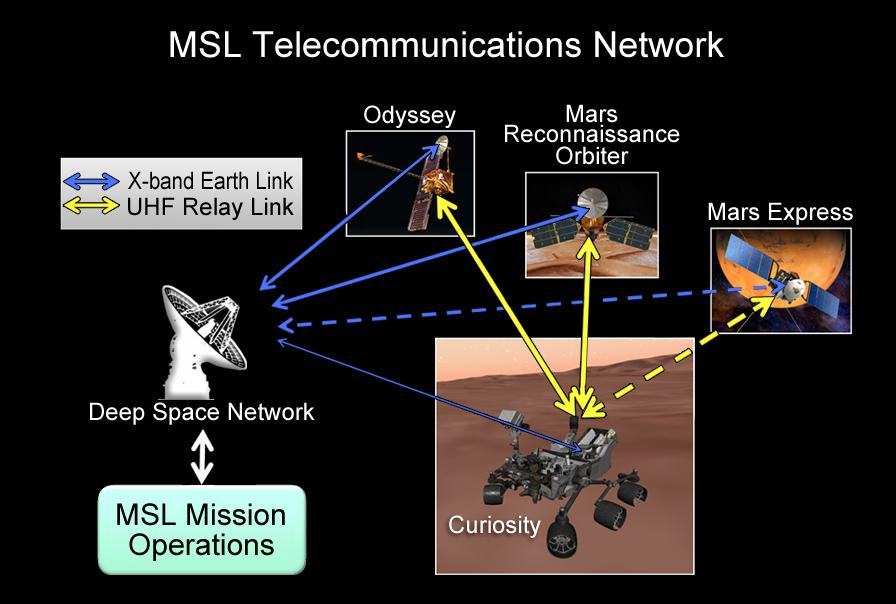
큐리오시티는 직접적으로 또는 화성의 궤도에 있는 3개의 교대 위성을 통해 전송한다.

- 통신: 큐리오시티는 여러 가지 방법(X선 송신기, 지구와 직접적으로 통신할 수 있는 수신기, 화성의 인공위성과 라디오 통신하기 위한 UHF Electra 소프트웨어)으로 중요한 이중 원격통신을 장비하고 있다.[26] 인공위성들은 더 강하고 큰 안테나 덕에 착륙선보다 더 빠른 전송속도를 가지고 있기에, 인공위성과의 통신은 지구에 정보를 보내는 주요 경로가 될 것이다.[26] 원격 통신은 하강 위치의 작고 멀리 떨어진 응답기와 탐사차의 X선으로부터 고체상태의 전력 증폭기를 포함한다. 또한 탐사차는 두 개의 UHF 라디오를 가지고 있는데[26], 그 신호는 2001 Mars Odyssey 위성이 지구로 통신해 줄 수 있다. 평균 14분 정도, 6초는 신호가 지구와 화성 사이를 이동하는데 걸리는 시간이다.[37] 큐리오시티는 32kbit/s의 속도로 지구와 직접 통신을 할 수 있지만, 대부분의 데이터 전송은 화성 궤도 정찰 위성과 Odyssey 인공위성을 통해 전달된다. 큐리오시티와 각각의 인공위성 간의 데이터 전송속도는 약 2Mbit/s 및 256kbit/s 정도지만, 각 인공위성은 큐리오시티와 약 8분(하루의 0.56%)정도만 통신을 할 수 있다.[38] 큐리오시티와의 통신은 자문위원회로부터 정의된 공간 데이터 시스템으로 국제적으로 합의된 공간 데이터 통신규약을 따른다.[39]

JPL은 필요에 따라 데이터를 선택하는 원격조작 과학 사이트에 제공되는 중앙 데이터 분배 핵심이다. 협력기계들은 각각의 기관에 분포되어 있지만, JPL은 업링크 과정의 중앙 핵심이다. 착륙할 때, 동적인 위치에 있는 2001 Mars Odyssey, 화성 궤도 정찰위성, ESA의 Mars Express 인공위성의 원격 측정법에 도움을 받았다.
- 이동장치: 큐리오시티는 여섯 개의 50 cm(20인치)직경의 rocker-bogie 서스펜션 바퀴를 장착하고 있다. 서스펜션 시스템은 이전에 쓰이던 더 작은 서스펜션보다 차량에 대한 착륙장치 역할을 했다.[41][42] 각각의 바퀴는 부드러운 모래를 오르고 바위를 넘어가기 위하여 쐐기를 가지고 있고, 독립적으로 움직이며 변속된다. 각각의 전면 및 후면 바퀴는 차량을 제자리로 돌려놓을 뿐만 아니라, 바퀴회전을 할 수 있게 하고 독립적으로 조종가능하다.[26] 각각의 바퀴는 마찰을 유지하는데 도움이 되지만, 화성의 표면에 바퀴가 지나간 자국을 남긴다. 그 자국은 이동한 거리를 판단하는 내장카메라로 사용된다. 패턴은 “JPL”을 모스부호로 나타낸 것이다 (·--- ·--· ·-··).[43] 탐사차는 12.5 ̊의 모래 언덕까지 오를 수 있다.[44] 질량 중심에 기초하여 차량은 어느 방향이든 50̊°까지는 전복되지 않으나, 자동감지장치는 탐사차의 한계를 30°로 제한할 것이다.[26] 2년 정도 사용 후의 바퀴는 구멍이 나고 찢어져 보일 것이다.[45]

큐리오시티는 65cm(26인치) 가까운 높이의 장애물을 넘어갈 수 있고, 지표면에서 바퀴까지의 높이는 60cm(24인치)이다. 전력 단계, 지형의 어려움, 미끄러짐과 가시성 등 다양함을 기초로 하여, 지형에서 최대 이동 속도는 자동 탐색에 의해 하루에 200m(660피트)정도로 추정된다. 탐사차는 Mount Sharp 기지에서 10km(6.2마일)정도에 착륙했고, 2년의 임무동안 적어도 19km(12마일)를 움직일 것으로 예상된다. 시간 당 90m(300피트)를 움직일 수 있으나, 평균 속도는 시간 당 30m(98피트)정도다.

## 장비

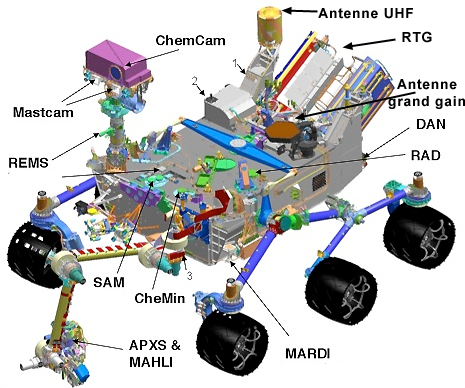
장비 위치 도해

일반적인 시료 분석의 기술은 관심을 갖고 특징을 찾기 위한 고해상도 카메라로 시작한다. 특정한 면에 관심이 있다면, 큐리오시티는 표면의 작은 부분을 적외선 레이저로 증발시켜서 암석의 구성 원소 스펙트럼의 특징들을 조사한다. 그 특징이 흥미로우면, 탐사차는 더 자세히 보기 위해 현미경과 X선 분광기를 가진 긴 팔을 사용할 것이다. 시료의 추가분석은, 큐리오시티는 돌멩이에 구멍을 뚫고 가루의 일부를 탐사차의 내부에 있는 SAM 또는 CheMin 분석 실험실 둘 중 하나에 가져간다. 마스트 카메라, 화성 로봇 팔 영상 장비(MAHLI) 그리고 화성 강하 영상장비(MARDI) 카메라는 Malin Space Science System에 의해 발전되었고, 그들은 탑재된 전자 영상 처리 장치, 1600x1200의 CCD, RGB 베이어 방식 필터 등 모두 공통적인 설계 구성요소를 공유한다.
위험 기피 카메라 8개, 탐색 카메라 4개, 마스트 카메라 2개, 화성 로봇 팔 렌즈 영상장비 1개, 화성 강하 영상장비 1개, 화학실험·카메라 복합체 1개로 총 17개의 카메라를 가지고 있다.

### 마스트 카메라 (MastCam)
마스트 카메라 말린 우주 센터가 제작한 카메라로, 시스템은 두 개의 카메라로 여러 스펙트럼 영상과 트루 컬러 영상을 제공한다. 카메라는 1600x1200 화소의 트루 컬러 사진을 찍고, 1280x720 화소 영상을 두 번째 하드웨어에서 화소 당 10 프레임까지 압축시킬 수 있다.

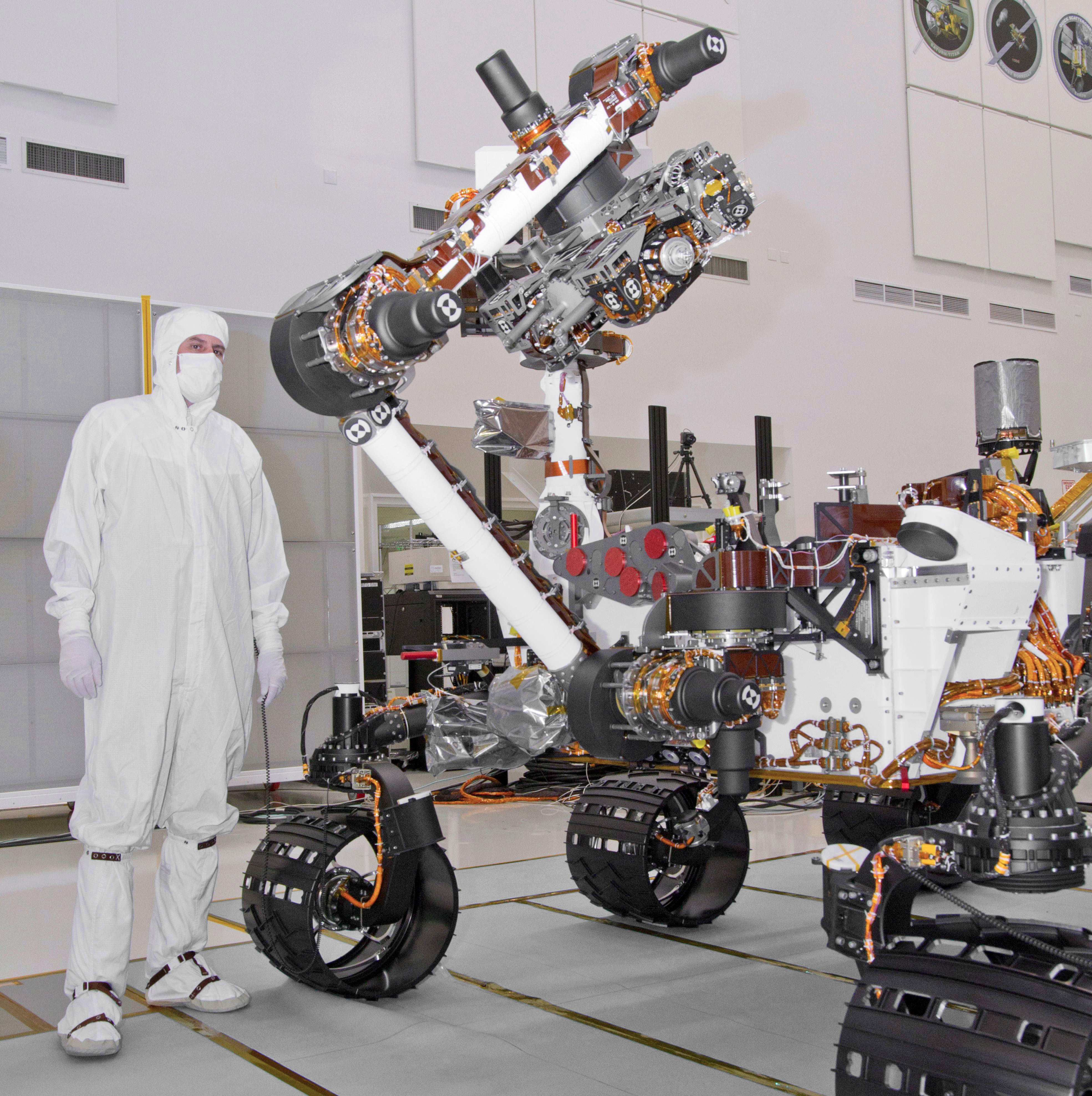
로봇의 팔 끝에 다섯 개의 렌즈 수납 기구가 달려있다.

마스트 카메라중 하나는 중간 각도 카메라(MAC)로, 34mm(1.3인치) 초점거리에 15°의 관측 시야, 1 km(0.62 마일) 규모의 크기를 22 cm/pixel(8.7인치/화소)에 나타낼 수 있다. 마스트 카메라중 또 다른 카메라는 좁은 각도 카메라(NAC)로, 100mm(3.9인치) 초점거리에 5.1°의 관측 시야, 1 km(0.62 마일) 규모의 크기를 7.4 cm/pixcel(2.9인치/화소)에 나타낼 수 있다. 또한 Malin은 한 쌍의 마스트 카메라 확대 렌즈를 개발했는데, 새로운 하드웨어의 성능 시험과 2011년 11월 출시 시기가 거의 겹쳤기 때문에 탐사차에 포함되지 않았다.
각각의 카메라는 보정되지 않은 사진을 5,500개 이상 저장할 수 있고, 실시간으로 손실이 없는 데이터 압축이 가능한 8GB 플래시 메모리를 가지고 있다. 카메라는 2.1m(6피트,11인치)에 있는 물체의 초점을 무한대로 맞출 수 있는 자동초점을 가지고 있다. 설치되어 있는 RGBG 베이어 필터와 더불어 각각의 카메라는 여덟 개의 회전 필터를 가지고 있다.베이어 필터가 가시광선 처리량을 줄이는 동안, 모든 3개의 색들은 대부분 700nm보다 긴 파장으로 인해 투명해지고, 적외선 관측에 최소한의 효과를 주게 된다.

### 화학실험·카메라 복합체 (ChemCam)

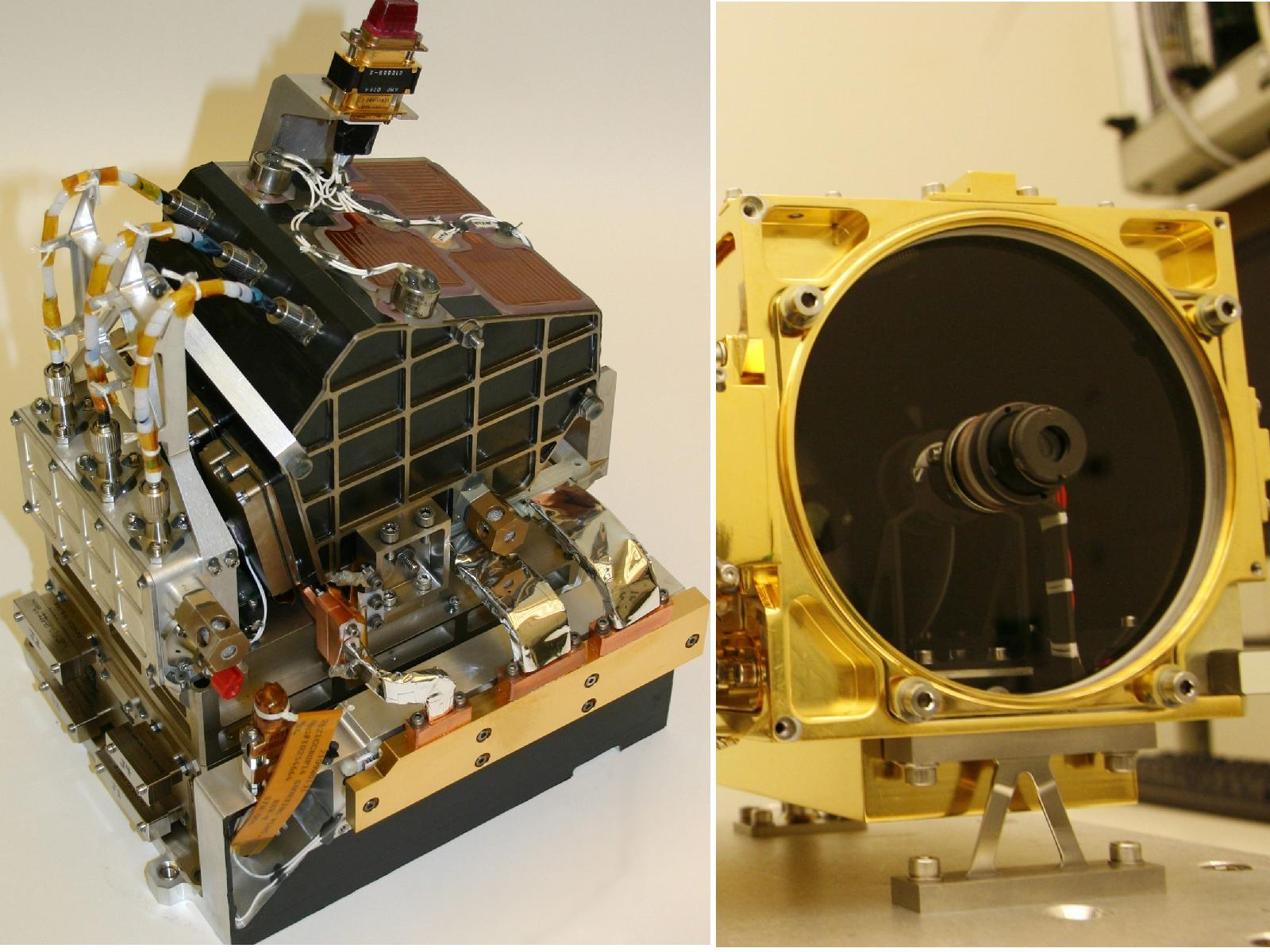
내부 분광계(왼쪽)과 마스트의 레이저 망원경(오른쪽)

이름에서 알 수 있듯이, ChemCam은 원격 관측 기계들의 집합체이다. 실제로 ChemCam은광선 유도 분광기(LIBS)와 원격 마이크로 화상촬영(RMI) 망원경, 이 두 개의 다른 기계가 하나처럼 결합되어 있다. ChemCam의 기계 제품군들을 프랑스 CESR 연구소와 Los Alamos 국립 연구소에 의해 개발되었다. 마스트 장치의 비행 모델은 프랑스 CNES 으로부터 Los Almos 국립 연구소로 배달되었다. RMI가 ChemCam 과학자들이 LIBS 기계의 목적은 바위와 토양의 원소 조성물을 제공하는 것인데, 그 동안 RMI는 ChemCam 과학자들에게 LIBS가 목표로 삼은 표본지역의 암석과 토양의 높은 해상도 사진을 줄 수 있다. LIBS 기계는 7m(23피트)까지 암석 또는 토양을 목표로 삼을 수 있는데, 1067 nm 적외선 레이저로부터 50에서 75 5-나노 초 진동에서 작은 양의 시료를 증발시키고, 암석으로부터 증발된 것에서 방출되는 스펙트럼을 관찰한다.

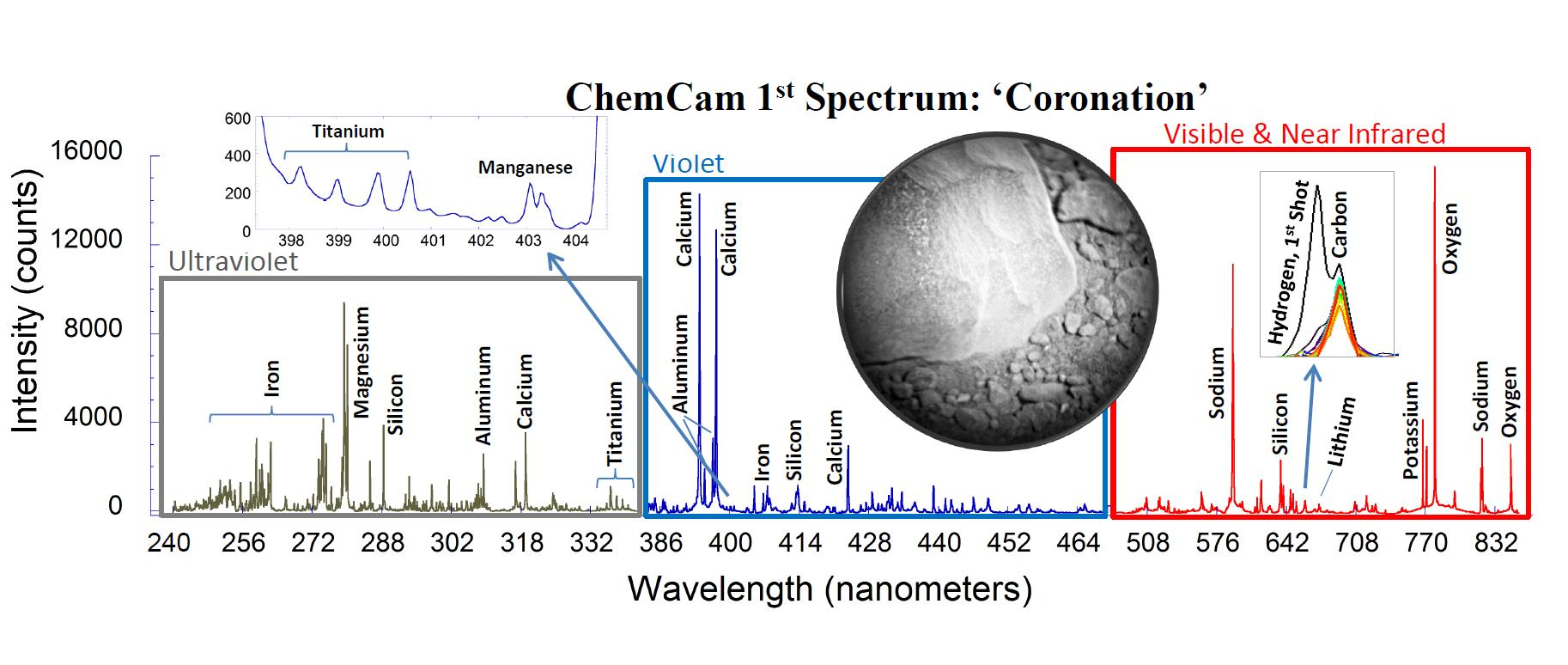
큐리오시티의 ChemCam으로부터 처음 얻은 화학적 구성요소(2012년 8월 19일, ‘Coronation’ rock)

ChemCam은 자외선, 가시광선 및 적외선의 6,144개의 상이한 파장을 기록할 수 있는 능력이 있다. 발광 플라즈마 공의 탐지는 240nm에서 800nm사이인 가시광선(적외선과 자외선의 사이)에서 가능할 것이다. 성에서 큐리오시티에 의한 ChemCam의 첫 레이저 실험은 Bradbury 착륙지점과 인접한 N165(‘Coronation’ rock)에서 2012년 8월 19일에 수행되었다. ChemCam팀은 하루에 약 12개의 암석 구성성분을 측정할 예정이다. 동일 광학 수집계를 이용해서, RMI는 LIBS의 분석 장소의 배경 사진을 제공한다.
RMI는 10m(33피트)거리의 1mm 물체를 구분할 수 있고, 그 거리에 대해 20 cm(7.9인치)의 관측 시야를 가지고 있다.

### 탐색 카메라 (navcams)

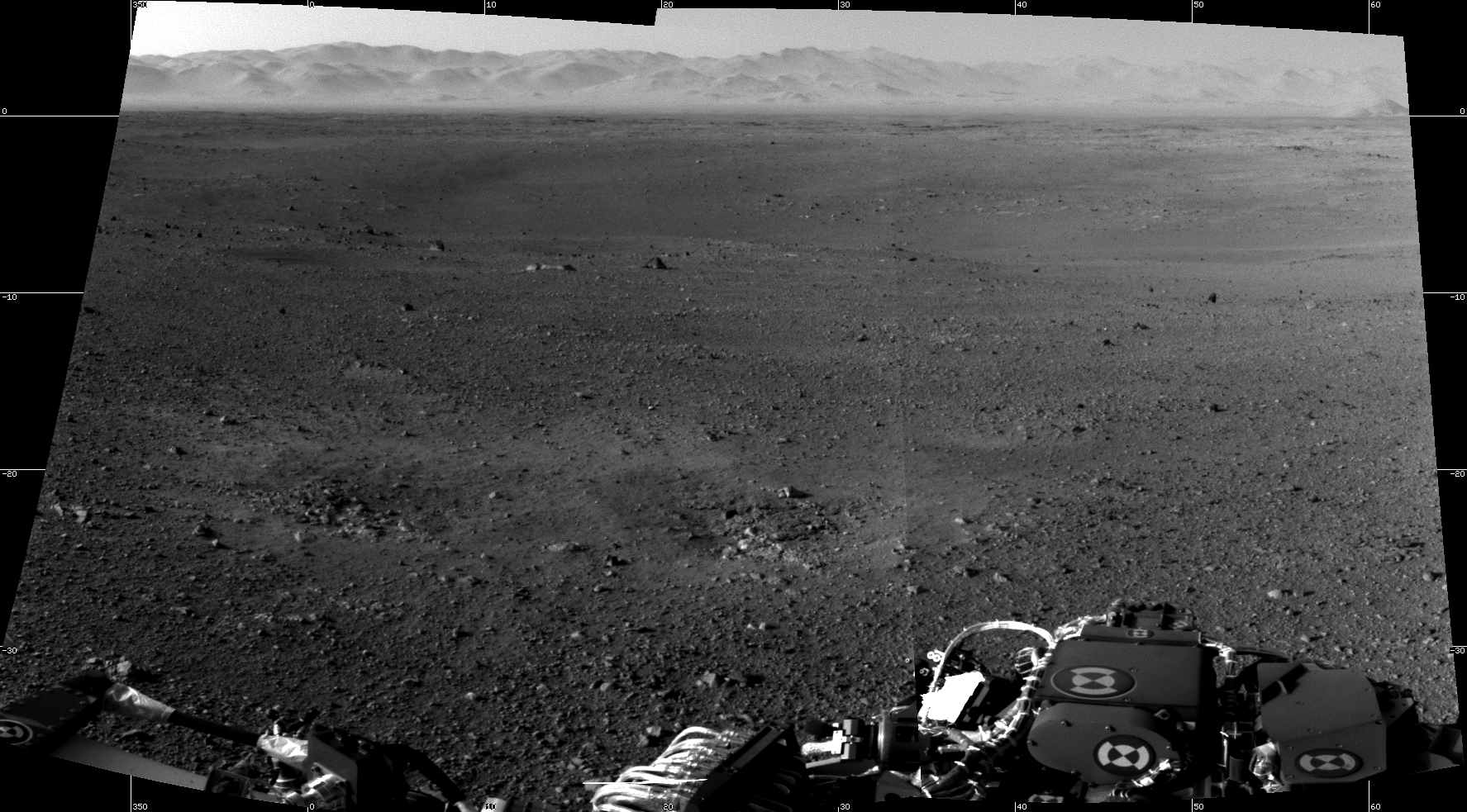
첫 전체 해상도 navcam 사진

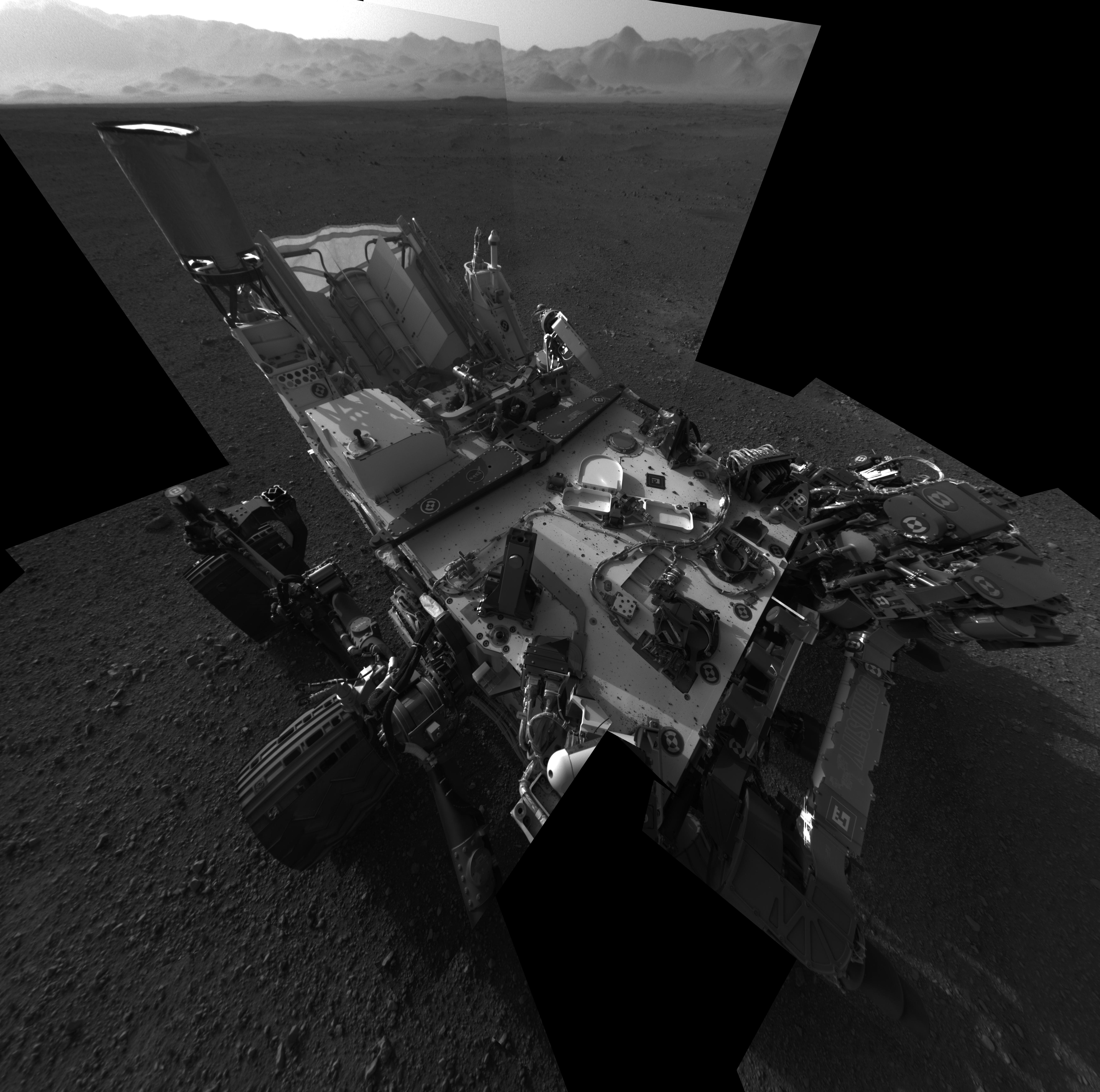
navcams에서 볼 때, 큐리오시티의 자화상은 탐사차의 갑판을 보여준다.

탐사차는 지면 탐색을 지원하기 위해 설치된 흑백 탐색 카메라 두 쌍을 가지고 있다. 카메라는 45°의 화각을 가지고 있고, 3-D 입체 사진을 찍을 때 가시광선을 이용한다. 이 카메라들은 화성 패스파인더 임무에서 쓰인 ICER 사진 압축 형식을 지원한 것과 같다.

### 탐사차 환경 모니터 장비 (REMS)
REMS는 화성의 환경(습도, 기압, 온도, 풍속 그리고 자외선)을 측정하기 위한 기계를 포함하고 있다. 그것은 스페인 교육과학부(정부)에서 제공한 자외선 감지기를 포함하는 기상 패키지이다. 조사팀은 마드리드의 천체생물학 센터의 Javier Gómez-Elvira가 이끄는데, 파트너로써 핀란드 기상 연구소를 포함한다. 모든 감지기들은 3가지 요소들(탐사차의 마스트에 설치된 두 개의 붐, 탐사차의 상단 갑판에 위치한 자외선 감지기(UVS) 및 탐사차 몸체안의 기계 관리장치(ICU)) 주변에 설치되어 있다. REMS는 지상과 대기의 상호작용에 따라 화성의 일반적인 순환, 미소한 규모의 날씨 시스템, 지역의 물 순환, 자외선의 파괴적인 잠재력과 지하의 거주에 대한 새로운 단서를 제공할 것이다.

### 위험 기피 카메라 (hazcams)
탐사차는 hazcam이라 불리는 4쌍의 흑백 탐색 카메라(2쌍은 앞에, 2쌍은 뒤에 있다.)를 가지고 있다. 그들은 암석과 토양에서 탐사차가 움직이는 동안 자율적으로 위험을 피하고, 로봇 팔이 안전한 위치에 있게 한다. 한 쌍의 각 카메라는 중복을 위해 두 개의 동일한 주요 컴퓨터에 연결되어 있다. 8대의 카메라 중 4대는 언제라도 사용할 수 있다. 카메라는 3-D 입체사진을 찍을 때 가시광선을 이용한다. 카메라는 120°의 화각과 탐사차 앞의 3m(9.8피트)까지 지형을 측량한다. 이 사진 보호 장치는 탐사차가 예상치 못한 장애물과의 충돌을 대비하고, 연계된 소프트웨어와 작동하여 탐사차 스스로 안전한 선택을 할 수 있게 한다.

### 화성 로봇 팔 렌즈 영상장비 (MAHLI)
MAHLI는 탐사차의 로봇 팔에 장착된 카메라이며, 암석과 토양의 미세한 사진을 얻는다. MAHLI는 화소 당 14.5 마이크로미터의 높은 1600×1200 화소의 트루 컬러 사진을 얻을 수 있다. MAHLI는 18.3에서 21.3mm(0.72에서 0.84 인치까지)의 초점거리와 33.8에서 38.5°의 화각을 가지고 있다. MAHLI는 어둠속이나 형광 사진을 찍기 위해 하얀색과 적외선 LED조명 둘 다 가지고 있다. 또한 MAHLI는 mm 거리에서 무한대까지 넓은 범위의 초점 기계를 가지고 있다. 이 시스템은 초점 스태킹 처리와 그에 따른 사진을 만들어 낼 수 있다. MAHLI는 편집 되지 않은 사진 저장이나 실시간으로 손실되지 않은 JPEG 압축 둘 중 하나를 할 수 있다. MAHLI의 구경 측정 목표물은 색상 참조, 도형 측정기준 막대기, 1909 VDB 링컨 페니 그리고 깊이 보정을 위한 한 단 형태를 포함한다.

### 알파입자 X선 분광기 (APXS)
알파입자의 표본을 조사하고 X선 스펙트럼들을 조사하는 장치는 표본의 원소 구성을 결정하기 위해 재 방출된다. 큐리오시티의 APXS는 캐나다 우주국에 의해 개발되었다. Canadarm과 RADARSAT를 개발한 캐나다 항공우주회사인 MacDonald Dettwiler(MDA)가 APXS의 공학설계와 구축을 책임졌다. APXS 과학자들은 Gueigh 대학, New Brunswick 대학, Western Ontario 대학, NASA, California 대학, SanDiego 대학 그리고 Cornell 대학 과학자들도 포함한다. APXS 기계는 이전에 화성 패스파인더와 화성 탐사 탐사차에 의해 활용되었던 유도 입자 X선 방출(PIXE)를 이용한다.
틀:더 보기

### 화학 광물 분석 장비 (CheMin)

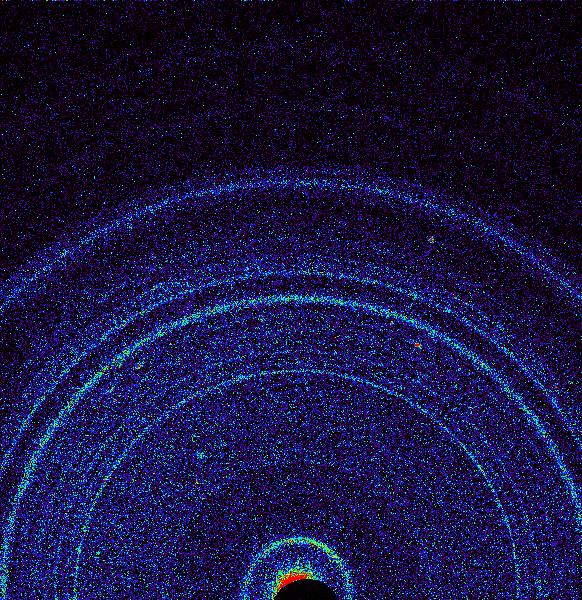
Rocknest에서 화성 토양의 첫 번째 X선 회절(2012년 10월 17일)

CheMin은 화학 및 광물학적 X선 분말 회절, 형광 기계이다. CheMin은 4개의 분광기 중 하나이다. 그것은 화성의 다량의 무기물을 식별하고 양을 잴 수 있다. 그것은 NASA 에임즈 연구 센터와 제트 추진 연구소에서 David Blake에 의해 개발되었고, 2013년 올해의 NASA 정부 발명상을 수상했다. 탐사차는 암석에 구멍을 뚫어 표본을 얻고, 표본을 차량 상단의 시료 유입관을 통해 기계에 넣어 결과를 낸다. 그리고는 X선 빔은 표본을 겨냥하고 과학자가 분석된 무기물을 식별할 수 있도록 무기물의 결정구조를 각도 특성을 편향시킨다.
2012년 10월 17일, ‘Rocknest’에서 화성 토양의 첫 X선 회절 분석을 수행했다. 몇몇의 무기물에서 밝혀낸 결과는 장석, 휘석과 감람석 등이 존재하고, 화성의 토양이 하와이 화산의 ‘풍화된 현무암 토양’과 유사하다는 것을 암시한다. 하와이 분석구로부터 테프라는 1998년부터 연구원으로부터 화성 표토 모의를 만들기 위해 채굴되고 있다.

### 화성 시료 분석 장비 (SAM)
SAM 기계군은 대기와 토양 표본에서 유기물과 가스를 분석한다. 기계들의 구성은 미 항공 우주국(NASA) 고다드 우주 비행센터, Laboratoire Inter-Universitaire des Systèmes Atmosphériques(LISA)(프랑스의 CNRS와 파리의 대학에 의해 공동 운영), Honeybee Robotic와 마찬가지로 많은 추가적 외부 도움에 의해 발전 되었다. 3가지 주요 기계는 사중 극자 질량 분광계(QMS), 가스 크로마토그래프(GC) 그리고 가변 파장 레이저 분광계(TLS)이다. 이 기계들은 지구화학적 또는 생물학적 기원을 구분하기 위해서 화성의 대기의 이산화탄소(CO₂)와 메탄(CH₄)에서 산소와 탄소 동위원소 비율의 정밀 측정을 수행할 것이다.

### 먼지 제거 장비 (DRT)
먼지 제거 장비(DRT)는 큐리오시티의 팔 끝의 엔진이 달린 와이어 강모 브러시이다. DRT는 2013년 1월 6일에 Ekwir 1이라는 바위를 첫 목표물로 사용되었다.

### 방사선 측정 검출기 (RAD)
이 기계는 작동되는 MSL기계 중 첫 번째다. 첫 번째 역할은 항행하는 동안 우주선 내의 광범위한 방사선 환경을 특성화시키는 것이다. 이러한 우주선 내의 측정은 행성 간 공간에서 한 번도 이루어진 적이 없었다. 주된 목적은 잠재적인 인간 탐사에 대한 생존과 보호 필요성을 결정할 뿐만 아니라, 2012년 8월 MSL이 착륙하자마자 화성 표면의 방사능 환경을 간주하기 위함이다. NASA본부와 독일 우주국(DLR)의 탐사 시스템 임무 이사회에서 자금을 내고, RAD는 남서부 연구기관(SwRI)와 독일의 킬 대학(Christian-Albrechts-Universität zu Kiel) 외계 물리학 그룹에서 개발했다.

### 중성자 반사도 측정 장비 (DAN)
러시아 연방 우주국으로부터 제공 및 자금지원을 받은 화성표면 근처의 수소 또는 얼음, 물을 측정하는 펄스 중성자 원천지와 검출기가 밀봉된 관이다.

### 화성 강하 영상장비 (MARDI)

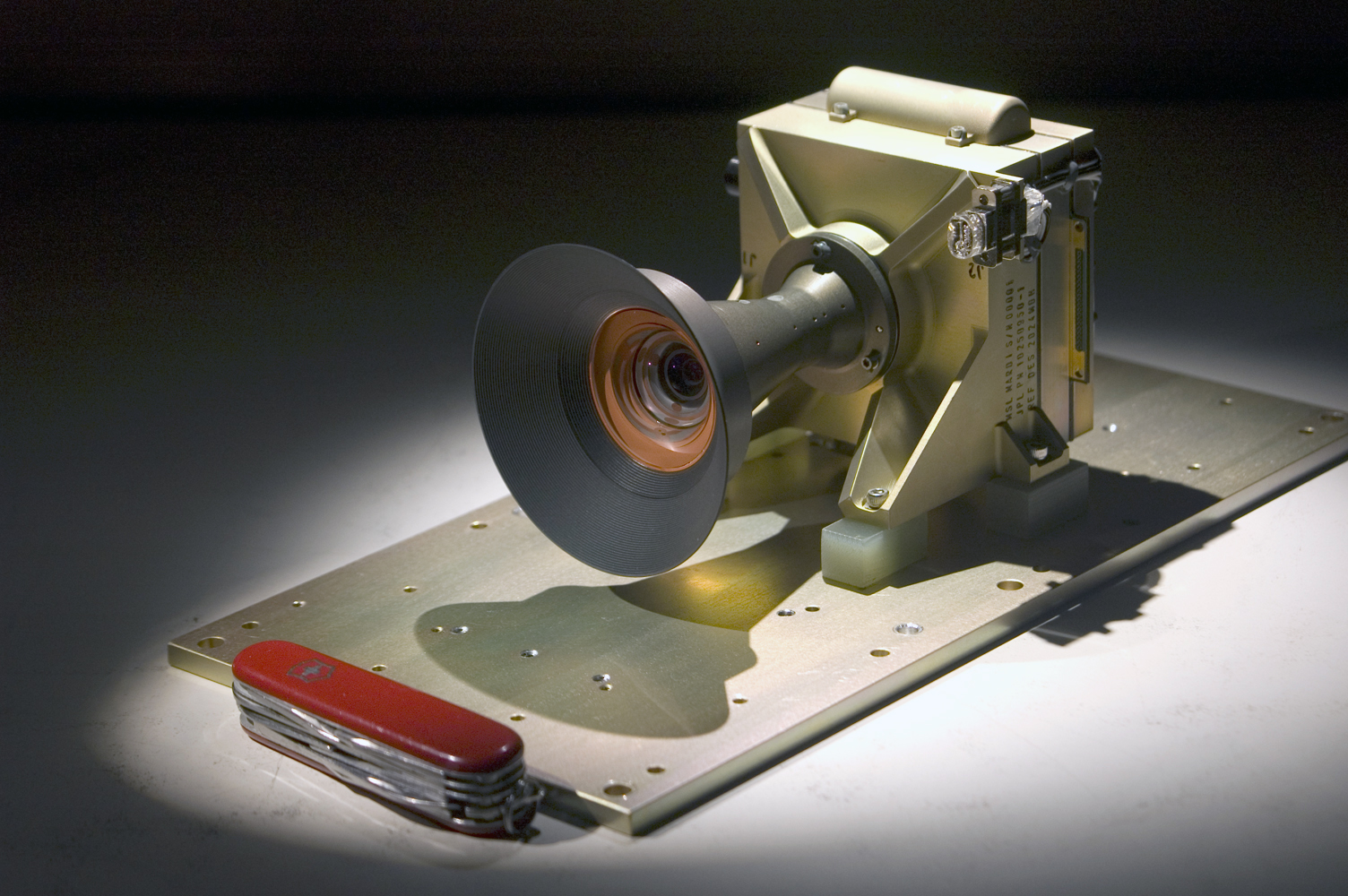
화성 강하 영상장비 카메라

화성의 표면으로 강하하는 동안, MARDI는 1.3 밀리세컨드(1000분의 1) 노출시간으로 지면에서 3.7 km(2.3마일)에서 5m(16피트)까지 2분 동안 초당 4개의 장면을 1600×1200 화소의 색채사진을 찍었다. MARDI는 90°의 원형 화각을 가지고 있고, 1.5m(4.9피트)에서 2 km(1.2마일)로부터 1.5mm(0.059인치)에서 2m(6.6피트)의 화소 크기를 가지고 있다. MARDI는 4,000개의 가공되지 않은 사진을 저장할 수 있는 내부의 완충 메모리(기억장치) 8GB를 가지고 있다. MARDI의 사진은 착륙 위치와 주변의 지형을 조사하는데 가능하게 했다. Juno(주노) 우주선을 위해 지어지는 주노카메라의 기초는 MARDI이다.

### 로봇 팔

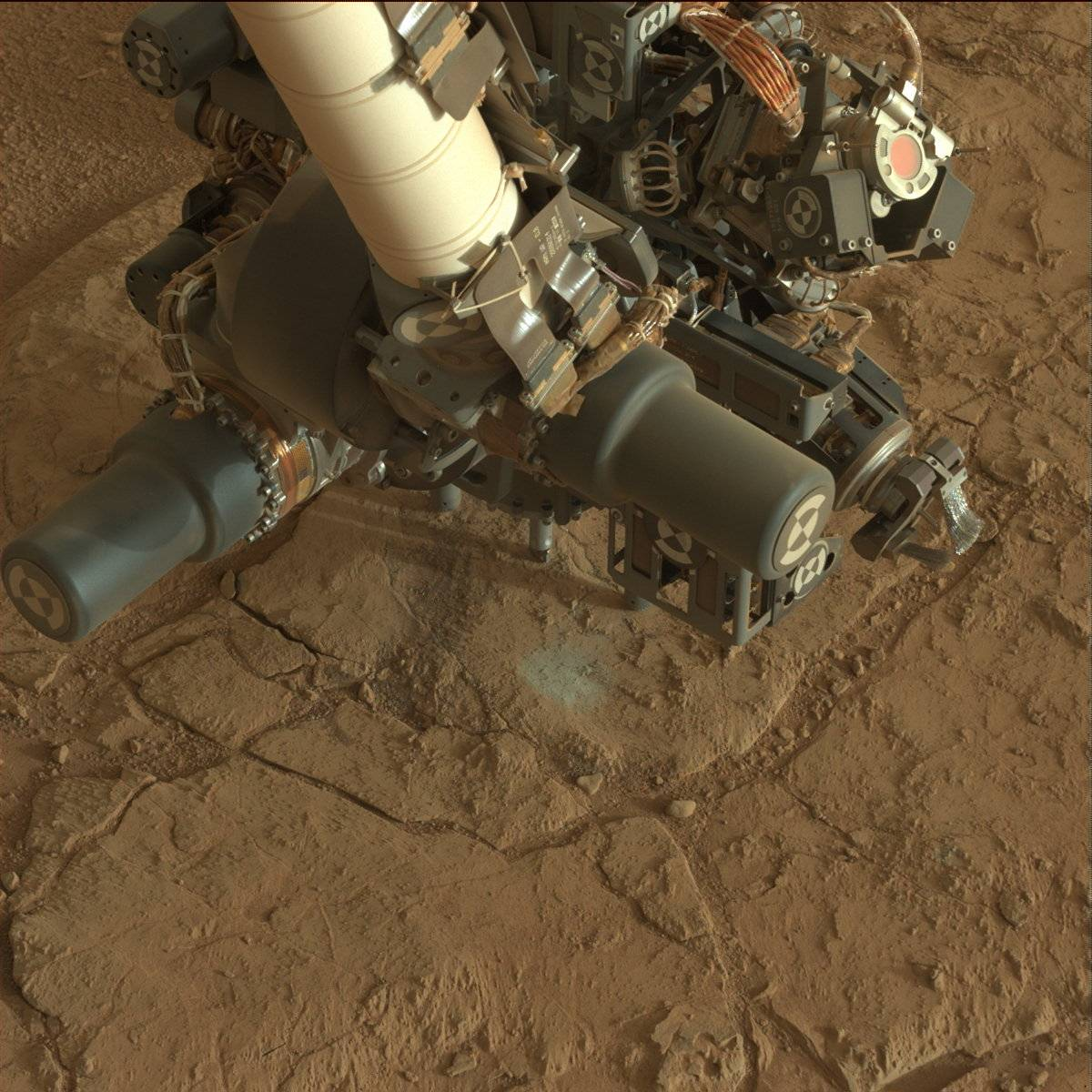
첫 번째 드릴 테스트(Yellowknife Bay에서 John Klein rock, 2013년 2월 2일)

탐사차는 350° 회전 범위에 5가지 장치를 들고 있고 끝자락이 십자가 모양인 2.1m(6.9피트) 길이의 팔을 가지고 있다. 그 팔은 움직이는 동안 앞으로 벌려졌다가 오므려지는 것을 반복할 때 3개의 관절을 이용한다. 팔의 무게는 30 kg(66파운드)이고, 장치의 끝을 포함한 총 길이는 60 cm(24인치)이다.
5개의 장치 중 2개의 장치는 X선 분광기(APXS)와 화성 로봇 팔 렌즈 영상장비(MAHLI 카메라)라고 알려진 접촉하고 있거나 그 자리에 있는 기계다. 남은 3개의 장치는 표본 준비 및 습득기능이 있다 : 진동 드릴, 브러시, 스쿠퍼 기능이 있는 장치 그리고 암석과 토양의 가루를 사분(篩分)하고 부분화하는 장치. 드릴로 뚫은 뒤 구멍의 직경은 1.6 cm(0.63인치)이고 깊이는 5 cm(2.0인치)이다. 드릴은 여분으로 2개의 작은 조각들을 가지고 있다. 탐사차의 팔과 포탑 시스템은 APXS와 MAHLI 각각의 목표에 배치시킬 수 있고 또한 암석 내부에서 표본을 얻을 수 있고, 탐사차 안의 SAM과 CheMin 분석기로 가져올 수 있다.

## 비교

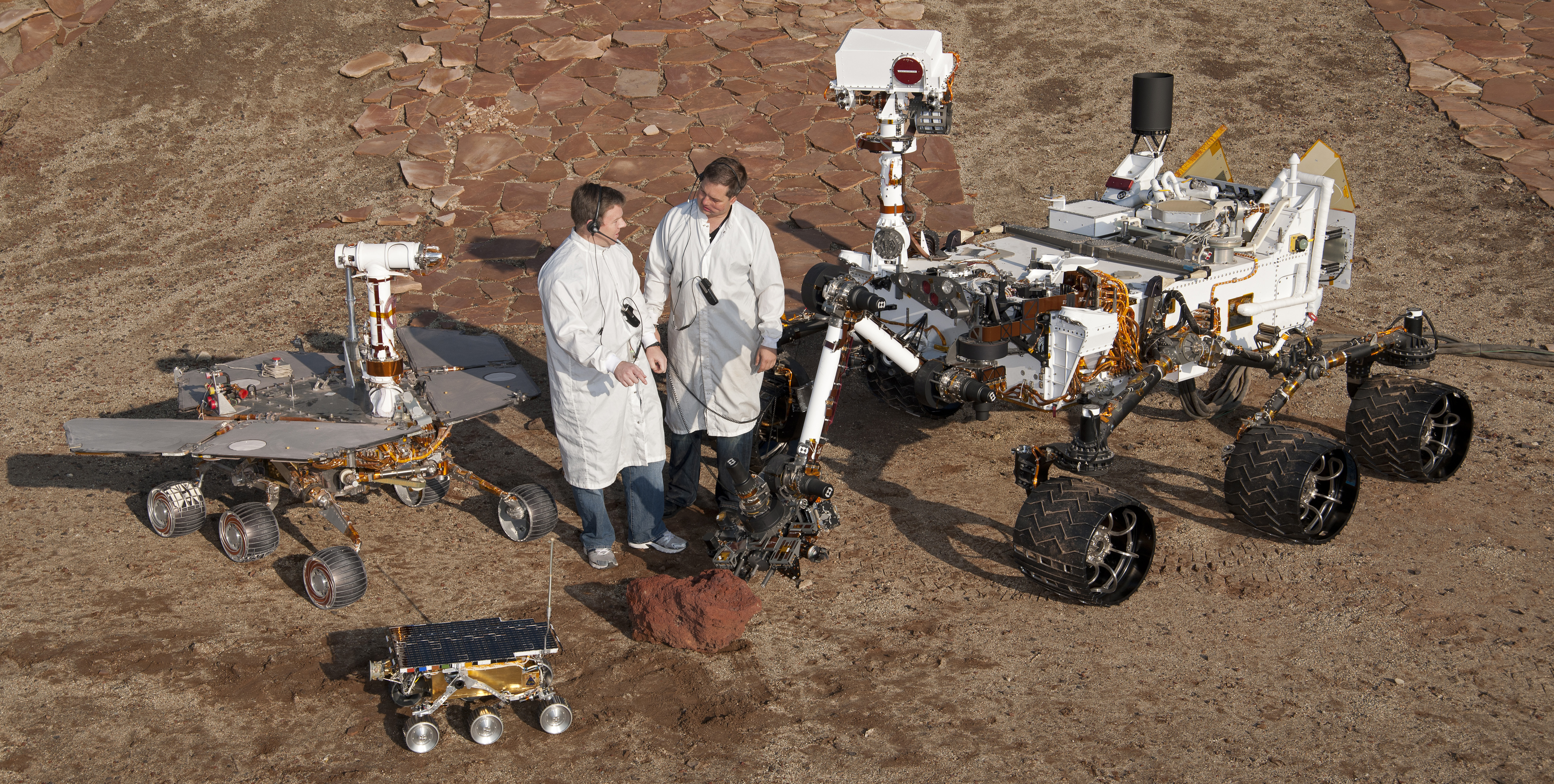
두 명의 제트 추진 연구소의 공학자들은 3대에 걸친 크기 비교를 보여주기 위해 3개의 화성 탐사차와 같이 서 있다. 앞과 중간은 첫 화성 탐사차 화성 패스파인더 계획의 일환이었고, 1997년에 화성에 착륙한 소저너(Sojourner)의 비행 예비품이다. 왼쪽은 화성 탐험 탐사차(MER) 테스트 차량이며 화성에 2004년에 착륙한 형제로봇인 스피릿(Spirit)과 오퍼튜니티(Opportunity)이다. 오른쪽은 화성 과학 실험실 테스트 탐사차인 화성에 2012년에 착륙한 큐리오시티(Curiosity)이다. 소저너의 길이는 65cm(2.13피트)이다. 화성 탐험 탐사차의 길이는 1.6m(5.2피트)이다. 큐리오시티의 오른쪽 길이는 3m(9.8피트)이다.

큐리오시티는 화성 과학 장비인 고급 탑재화물을 가지고 있다. 그것은 1996년부터 화성으로 보낸 NASA의 무인 표면 탐사차이다. 이전의 화성 패스파인더 계획(1997)으로부터 화성 탐사차인 소저너와 화성 탐험 탐사차(MER)으로부터 스피릿(2004-2010)과 오퍼튜니티(2004부터)에게도 성공적이었다.
큐리오시티는 2.9m(9.5피트)이고 넓이는 2.7m(8.9피트), 높이는 2.2m(7.2피트)로, 화성 탐험 탐사차보다 1.5m(4.9피트) 길고, 6.8 kg(15파운드)인 과학 장비를 포함하여 174 kg(384파운드)만큼 무겁다 화성 탐험 탐사차의 파노라마 카메라(Pancam)와 비교하자면, 마스트 카메라-34는 1.25배 높은 공간 해상도를, 마스트 카메라-100은 3.67배 높은 공간 해상도를 가지고 있다.
탐사선이 탐색하는 지역은 북미 서부의 Four Corners지역과 비교된다. 게일 분화구는 코네티컷(Connecticut)과 로드 아일랜드(Rhode Island)을 결합한 것과 유사하다.
비글 2 프로젝트를 오직 4명의 사람만 감시했기 때문에, 비글 2 프로젝트의 책임자는 많은 큐리오시티 하강 관찰 기술자들로부터 감정적인 반응을 받았다. 비글 2 팀은 필요에 의한 미덕을 만들었다.: 그 당시에 필요에 의해 사전에 고려된 화성 탐사선 크기에 유럽이 주식 취득에 관한 기회가 없었는데, 팀의 비용을 4%미만으로 절감하여 큐리오시티 임무 비용을 대는 혁신적인 방법을 사용했다. 또한 그들은 오직 한 번 투자했으며, 반복임무에 투자하지 않았다.(이름은 초기의 탐사선이 아닌 HMS 비글의 후계자로 비글 2로 지명되었다.) 그것은 큰 위험으로 간주 되었고, 비글 2는 착륙에서 살아남지 못했다. 팀은 (훨씬 적은 비용으로 대부분 성공될 것이라 현실적 기대를 가진) 몇 개의 부분으로 화성을 탐험하고 가능하면 소행성들까지 탐험할 수 있고, 하나의 ‘표준’ 탐험 탐사선 보다 상당히 적은 가격인 미래형 발사 비글-유형 착륙선을 제안했다.

## 착륙

### 착륙 지점
큐리오시티는 게일 분화구에 있는 Aeolis Palus의 Quad 51 지역(노란 칼[Yellow knife]이라는 별명이 있다)에 착륙했다. 착륙지점의 좌표는 4.5895°S 137.4417°E이다. 그 지역은 SF소설 작가인 Ray Bradbury을 기념하여 Bradbury Landing로 명명되었다. 추정상 35~38억 살의 충돌 분화구인 게일 분화구는 처음에 서서히 침전물로 채워졌다고 생각된다. 아마 완전히 덮여질 때까지 처음에는 수성 침전물, 그 다음에는 풍성 침전물이었을 것이다. 그 후 풍식 작용은 154 km(96 mi)의 넓은 분화구의 중앙에 5.5 km(3.4 mi)의 고립된 산인 Aeolis Mons("Mount Sharp")을 남기며 침전물의 원천이 되었다. 게다가, 탐사선이 산에 쌓인 침전물에서 20억년의 화성역사를 연구할 수 있는 기회를 가질 것이라 추정된다. 추가적으로, 착륙지점의 근방은 충적 선상지 인데, 이는 퇴적물의 재 풍화침식이나 최근 지질 기록에 연관된 어떠한 것 이전에 지하수의 유출에 의한 결과라고 생각된다.

### 착륙 시스템에서 탐사선의 역할
이전까지 나사의 화성 탐사차들은 화성 표면에 대한 성공적인 진입과 하강, 착륙 후에만 작동 되었다. 반면에 큐리오시티는 최종 착륙에 대비한 현가장치를 도입함으로써 화성 표면에 하강할 때 작동되도록 하였다.
큐리오시티는 다듬어진 비행형태부터 착륙형태까지 변형시켰다. 그와 동시에 우주선이 착륙 시점에 돌입하게 되어 MSL 우주선은 화성 표면에서의 부드러운 착륙(바퀴를 내려서 안착하기)을 위해 "스카이 크레인" 시스템으로 20m(66fit)가량을 스스로 낮췄다. 탐사차는 진입 후 고체 지역임을 확인하기 위해 2초 가량을 기다리고, 브라이들에 달린 케이블 절단기를 작동시키는 몇몇 개의 파이로(pyros: 작은 폭발 장치)를 우주선 진입단계에서 벗어나기 위해 발사했다. 그리고나서 진입단계는 동체착륙으로 옮겨졌다. 그리고 탐사차는 과학을 위한 미션을 수행하기 위해 준비했다.

## 반향

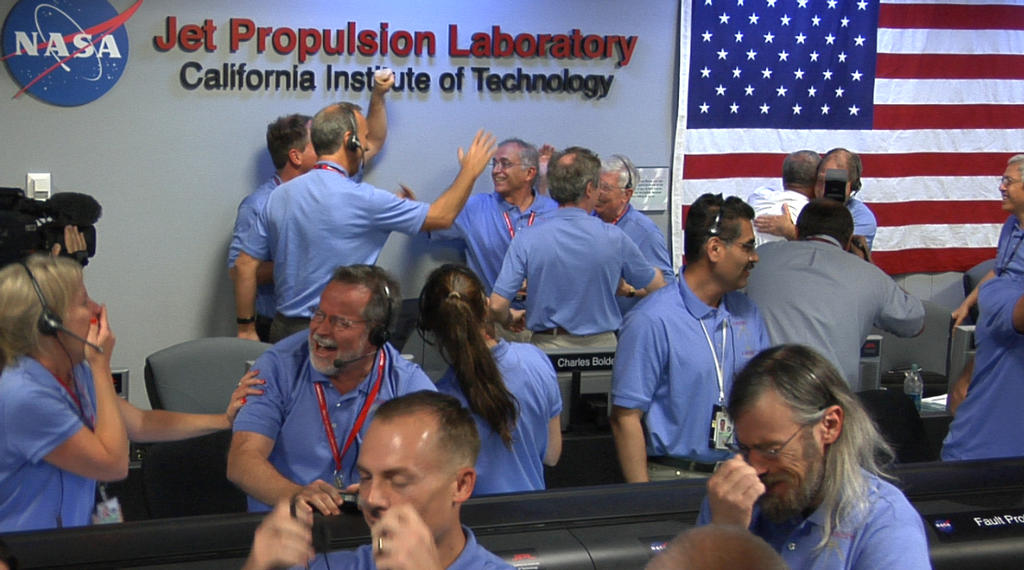
NASA에서 화성 탐사선의 성공적인 착륙에 대한 축하함성이 터졌다.(2012년 8월 6일)

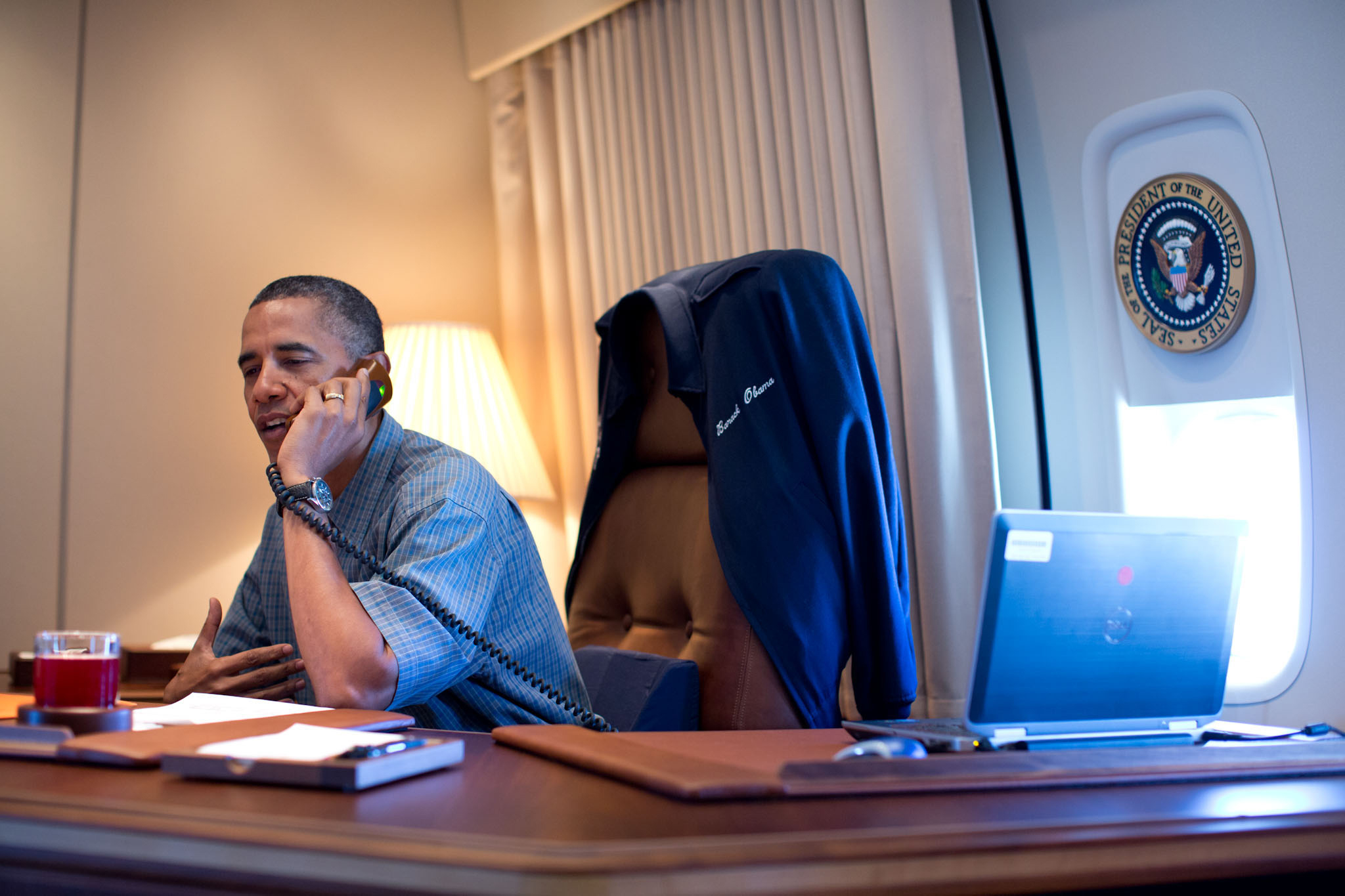
버락 오바마 대통령은 NASA의 큐리오시티 탐사선 팀에게 축하 메시지를 보냈다.(2012년 8월 13일)

2012년 8월 6일 PDT(태평양·연안 표준시)로 늦은 시간에 NASA TV를 이용하여 임무 팀과의 인터뷰를 포함한 화성의 표면으로부터 첫 장면을 생방송으로 보여주었다. NASA 홈페이지는 단시간에 압도적으로 늘어난 방문자들에 의해 이용할 수 없게 되었고, NASA가 착륙에 대해 발췌한 13분에 의해 YouTube 채널을 1시간 중단시켰고, 로봇식의 DMCA 분해에 의한 착륙 이후 몇 시간동안 접근이 막혔다가 스크립스 지역 뉴스로부터 알게 되었다 뉴욕시의 타임 스퀘어(Times Square) 광장에 1,000명의 사람들이 모여 대형 화면에 보여 지는 NASA의 큐리오시티 착륙 생방송을 봤다. 착륙 비행 담당자인 Bobak Ferdowsi는 TV 인터뷰를 하는 동안 입고 있던 노란색 별과 그의 모히칸 머리모양을 통해 인터넷에서 유명해졌고, 45,000명의 구독자가 방문하여 트위터 유명인사가 되었다.
2012년 8월 13일에 미국 버락 오바마 대통령은 타고 있던 전용기에서 큐리오시티 팀에게 “당신들은 미국의 실질적인 지식과 경험이면서 독창성 있는 사람들입니다.‘ 라고 연락했다.(7분 20초의 영상)" (Video (07:20) 보관됨 2013-05-21 - 웨이백 머신)
로스 엔젤레스와 캘리포니아의 게티 보존 연구소(Getty Conservation Institute) 과학자들은 큐리오시티에 탑재된 CheMin 장비가 손상 없이 고대 예술 작품을 조사하는데 잠재적으로 가치가 있다고 본다. 최근까지, 오직 몇 개의 장비만 잠재적으로 인공유물을 충분히 손상시킬 만큼 크게 물리적으로 절단하지 않고 구성을 확인할 수 있었다. CheMin은 400 micrometer(0.016인치)만큼 작은 입자에 X선을 향하게 하고 인공유물의 조성을 결정하기 위해 다시 분산된 방사능을 1분 안에 판독한다. 공학자들은 X-Duetto라는 좀 더 작고 편리한 것을 만들었다. 몇 개의 서류가방 크기에 맞는 그들은 물리적으로 온전하게 보존된 상태에서 물체를 검사할 수 있다. 지금은 게티 과학자(Getty Scientist)들에 의해 박물관 인공 유물이나, 이탈리아에 있는 로마 유적인 헤르쿨라네움(Herculaneum)을 분석하는데 이용된다.
착륙 이전에, NASA와 마이크로소프트 회사(Microsoft)는 화성 탐사선 착륙을 무료로 내려 받을 수 있는 엑스박스 라이브(Xbox Live)게임(착륙 순서를 사용자가 조종하고, 몸의 움직임을 인식하는 키넥트(Kinect)를 사용)을 공개했다.
NASA는 대중들에게 2009년부터 2011년까지 화성에 보낼 자신의 이름을 제출하는 기회를 주었다. 120만 이상의 사람들이 참여했고, 이름들은 JPL에서 아주 작은 장치를 만드는데 쓰이는 전자 빔 기계를 이용하여 실리콘에 아로새기고, 이 마이크로칩은 현재 큐리오시티의 갑판에 설치되어 있다. 또한, 40년 전통을 유지해온, 버락 오바마 대통령과 조 바이든 부통령의 서명이 있는 깃발도 설치했다. 탐사선의 다른 곳에는 에세이 대회에서 ‘큐리오시티’라는 이름을 쓴 캔자스에서 온 12살 소녀인 클라라 마(Clara Ma)의 사인(“호기심은 일상생활을 통해 우리를 움직이게 해주는 열정입니다.”)이 쓰여 있다."
2013년 8월 6일에 큐리오시티는 화성에 착륙한지 1 지구 년 보낸 것을 축하하며 “생일 축하 합니다”를 들을 수 있게 연주했고, 다른 행성에서 노래가 처음으로 연주되었다. 또한 두 개의 행성 사이에 노래가 전송된 첫 번째 사례이다.
큐리오시티는 머지않아 2020년에 화성에 설치가 계획될 화성 2020 탐사선 임무 설계를 위한 기초가 될 것이다. 큐리오시티 탐사선으로부터 몸체와 지상시험 몇 개 부분은 새 차량에 쓰일 것이다.

### 그에 따른 보상
NASA와 JPL 화성 과학 실험실, 큐리오시티 임무 팀은 국제 항공학 협회로부터 2012년 Robert J. Collier Trophy를 수상했다. “화성에 큐리오시티를 성공적으로 착륙시키고, 국가적 기술과 공학능력을 발전시켰으며 고대 화성의 거주 환경에 대한 인류의 이해를 개선한 특별한 업적을 인정합니다.”

## 사진
화성에 착륙
- 큐리오시티 탐사차의 하강(2012년 8월 6일, 2분 26초)

큐리오시티 탐사차
- 마스트 헤드와 ChemCam, 마스트 카메라-34, 마스트 카메라-100, NavCam.
- 탐사차의 바퀴 지름은 50cm(20인치)이다.

### 지역 사진

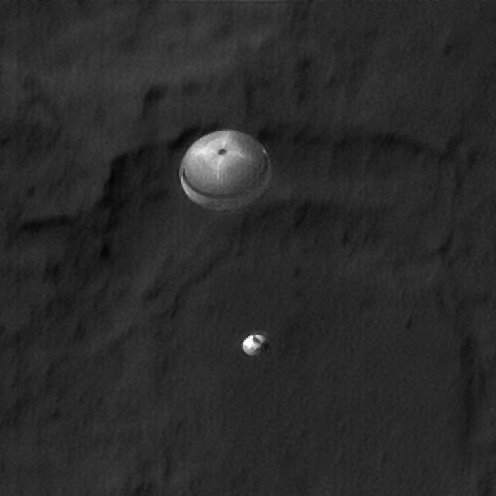
큐리오시티가 낙하산을 타고 하강(2012년 8월 6일); MRO/HiRISE).
큐리오시티의 낙하산이 화성의 바람에 의해 펄럭거림(2012년 8월 12일에서 2013년 1월 13일 까지; MRO).
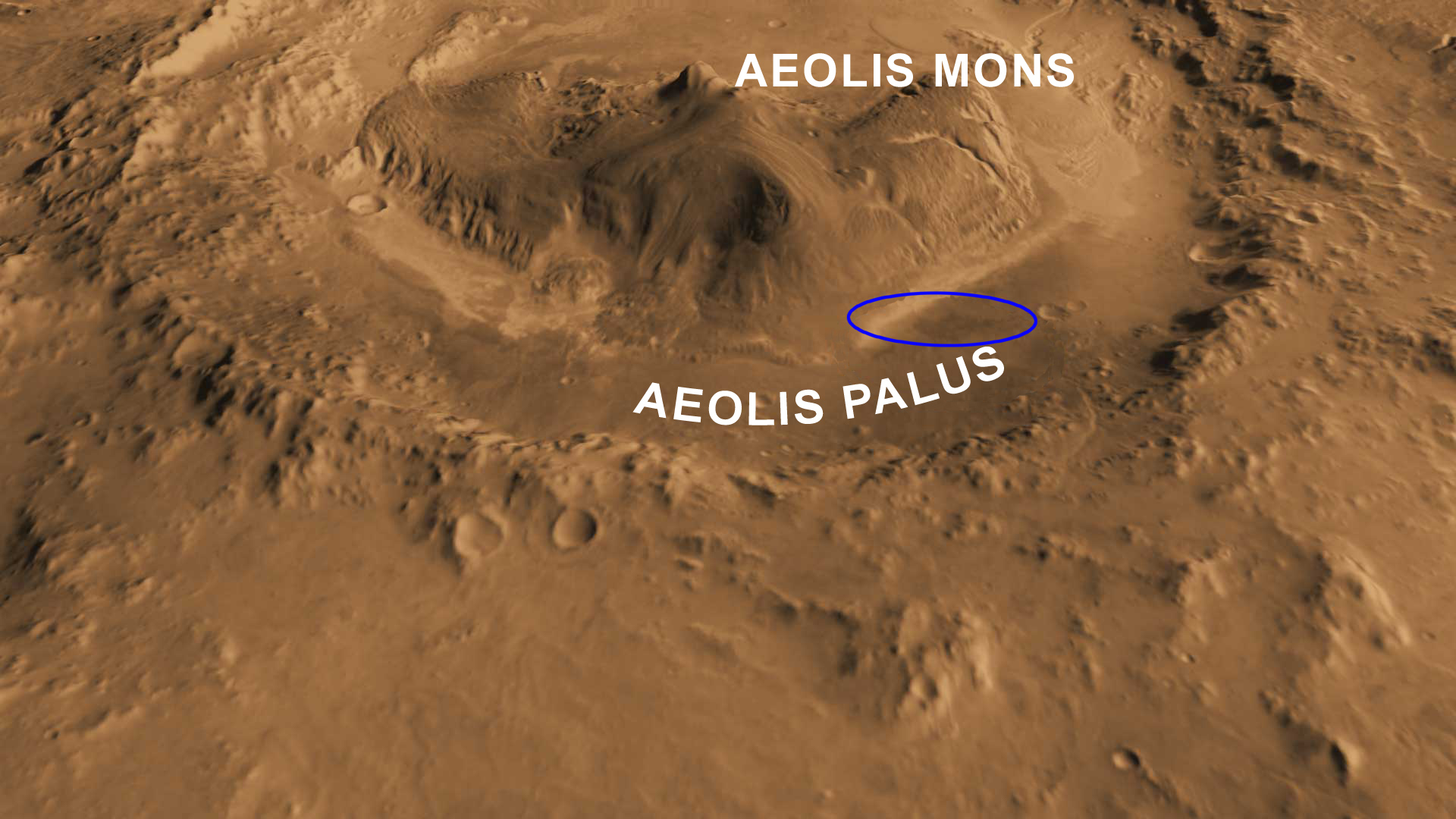
큐리오시티의 착륙 위치는 샤프산 가까이 Aeolis Palus이다.(북쪽이 아래다.)
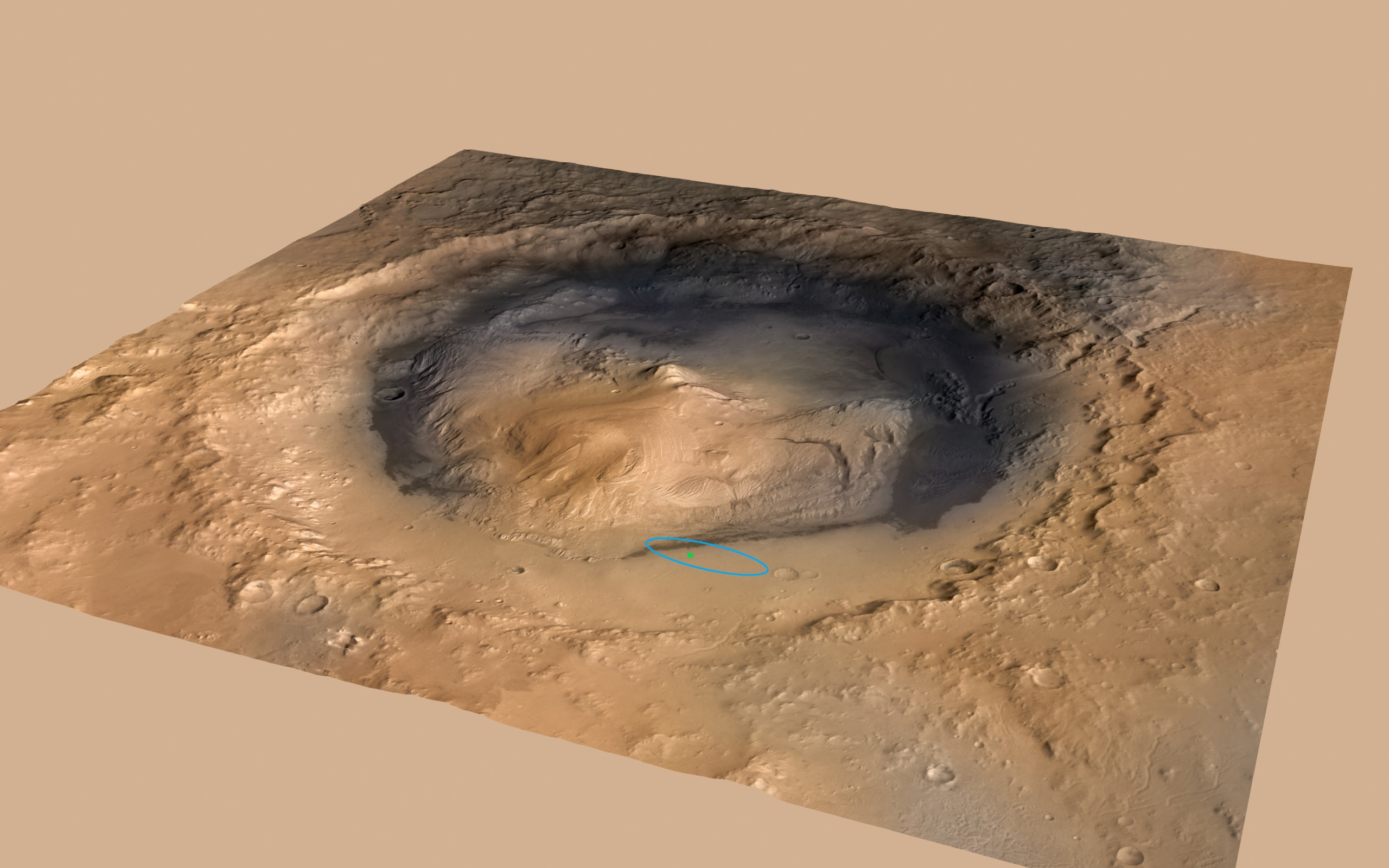
게일 분화구의 중심으로부터 솟은 샤프산; 녹색 점 표시는 큐리오시티의 착륙 위치(북쪽이 아래다.)
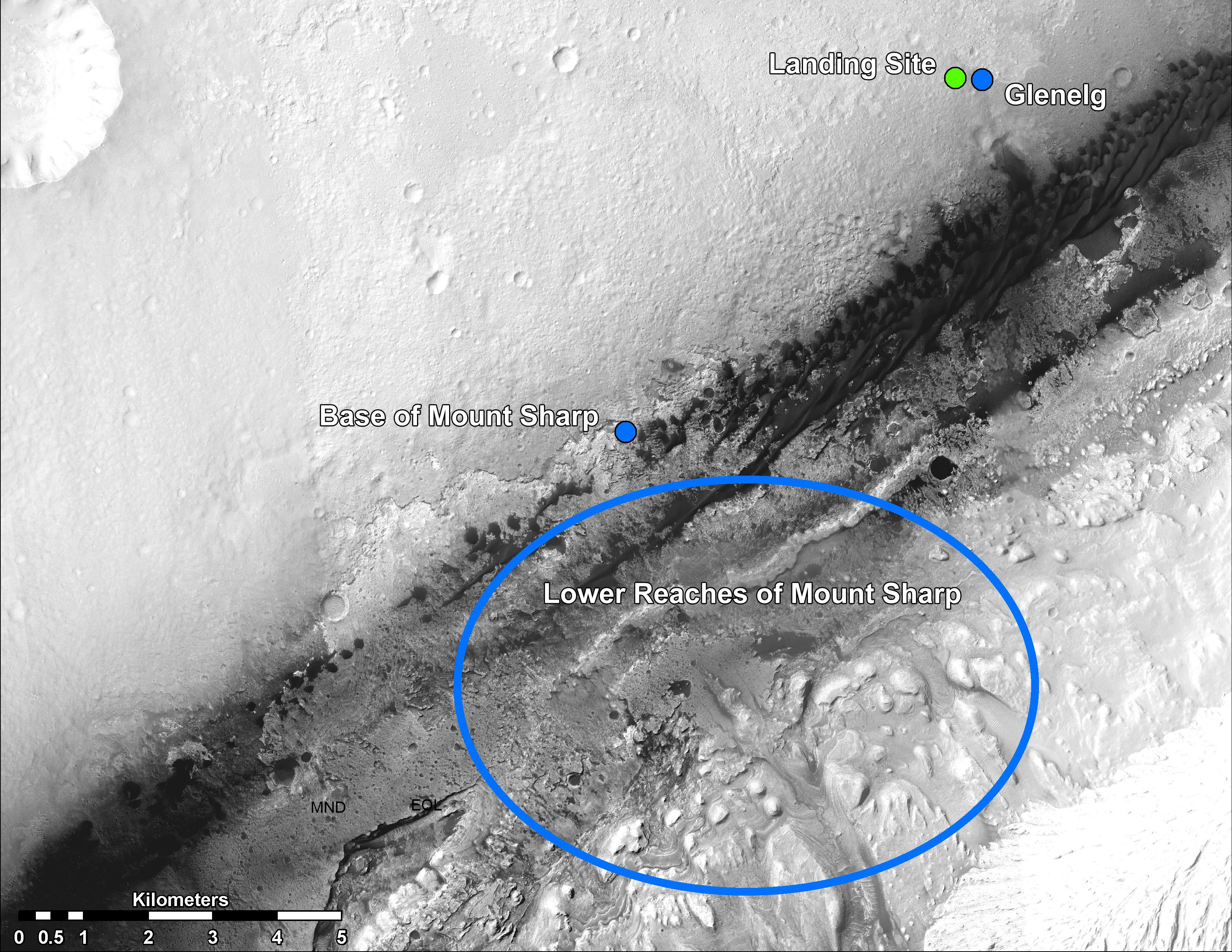
녹색 점은 큐리오시티의 착륙 지점이다; 더 위에 있는 푸른 점은 Glenelg이다.; 아래쪽 푸른 색은 샤프산..
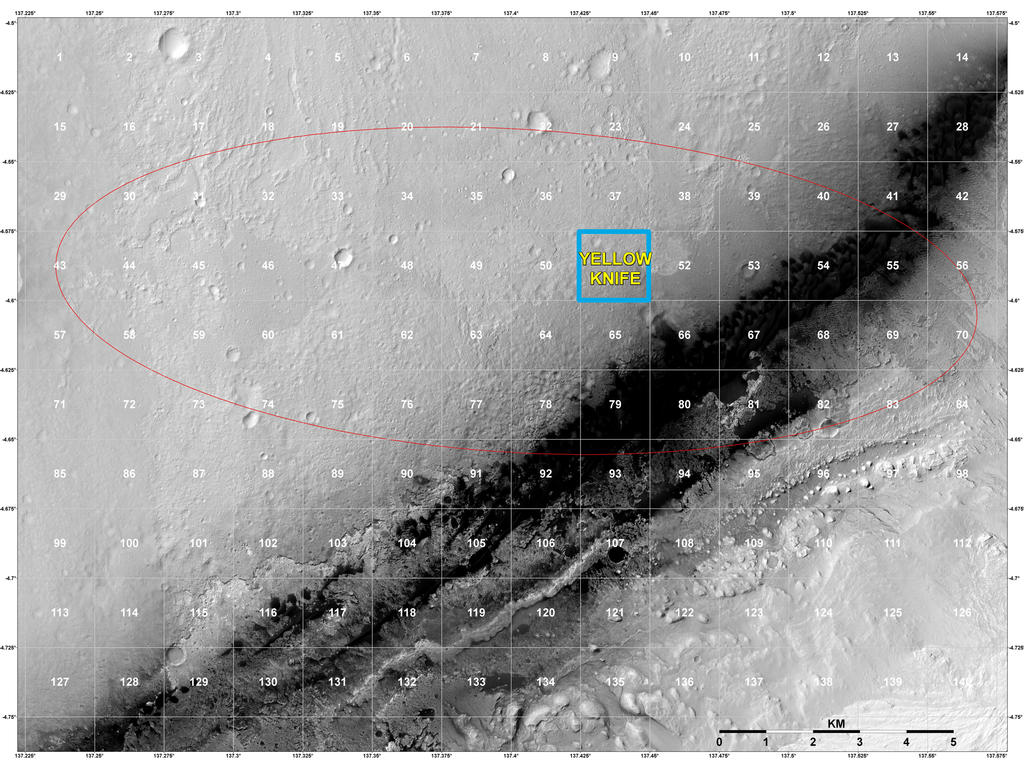
큐리오시티의 착륙 타원. 노란 칼이라 불리는 사각형 표시(Quad 51)가 큐리오시티의 진짜 착륙지점이다.
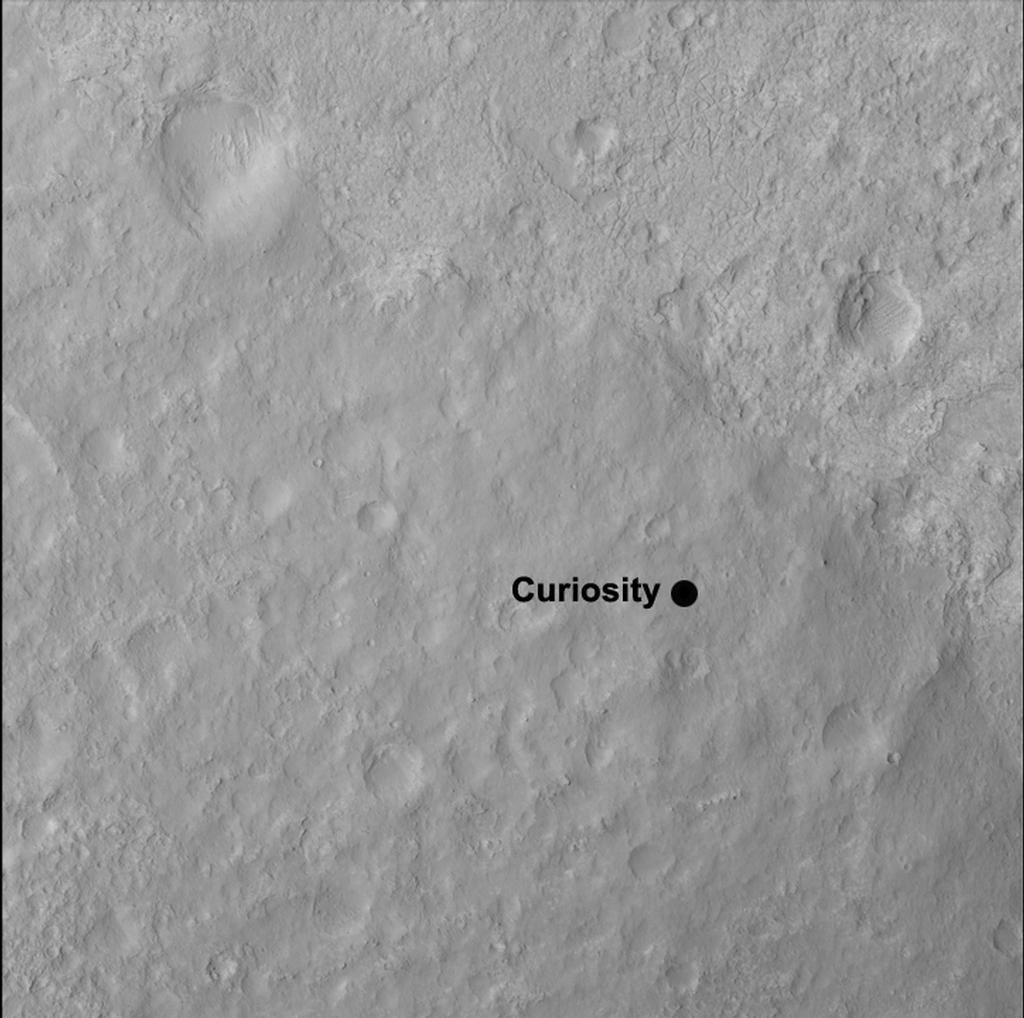
Quad 51(게일 분화구의 1마일×1마일 부분)~ 큐리오시티의 착륙지점으로 알려져 있다.
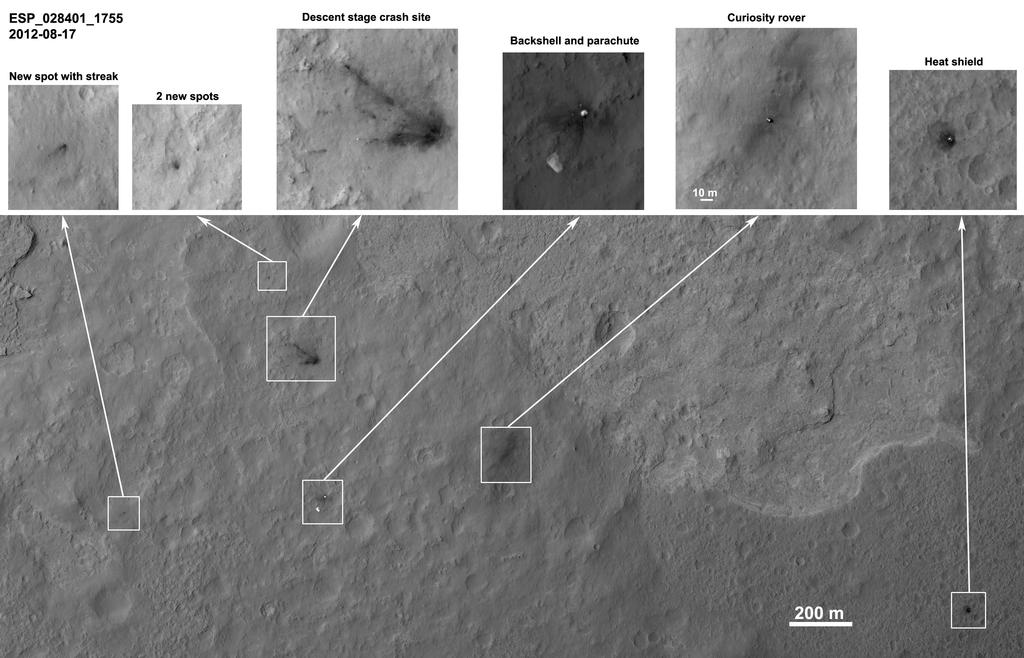
MSL 잔해 지면 – 낙하산 착륙 지점으로부터 615m의 큐리오시티로부터(3-D:탐사차와 낙하산)(2012년 8월 17일;MRO).
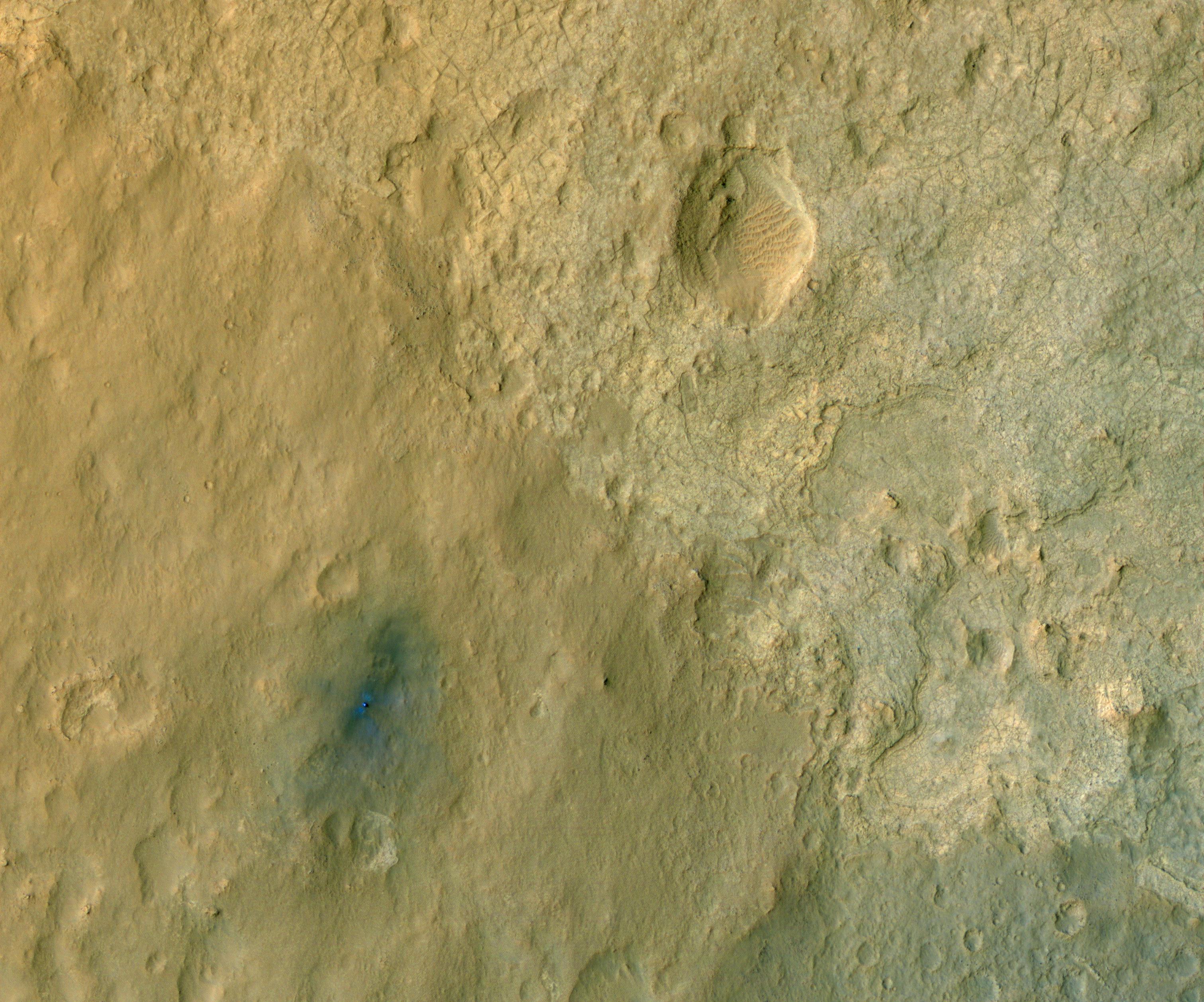
MRO와 HiRISE로 보는 큐리오시티의 착륙지점(Bradbury 착륙지점)(2012년 8월 14일)
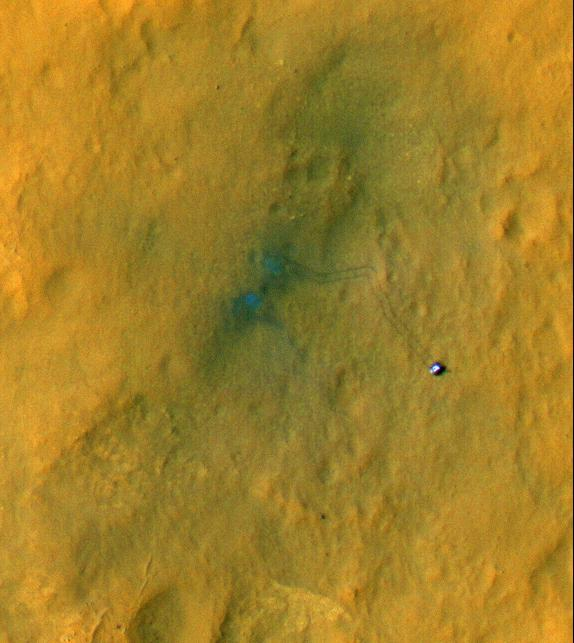
MRO와 HiRISE로 보이는 큐리오시티의 첫 선로(2012년 9월 6일)
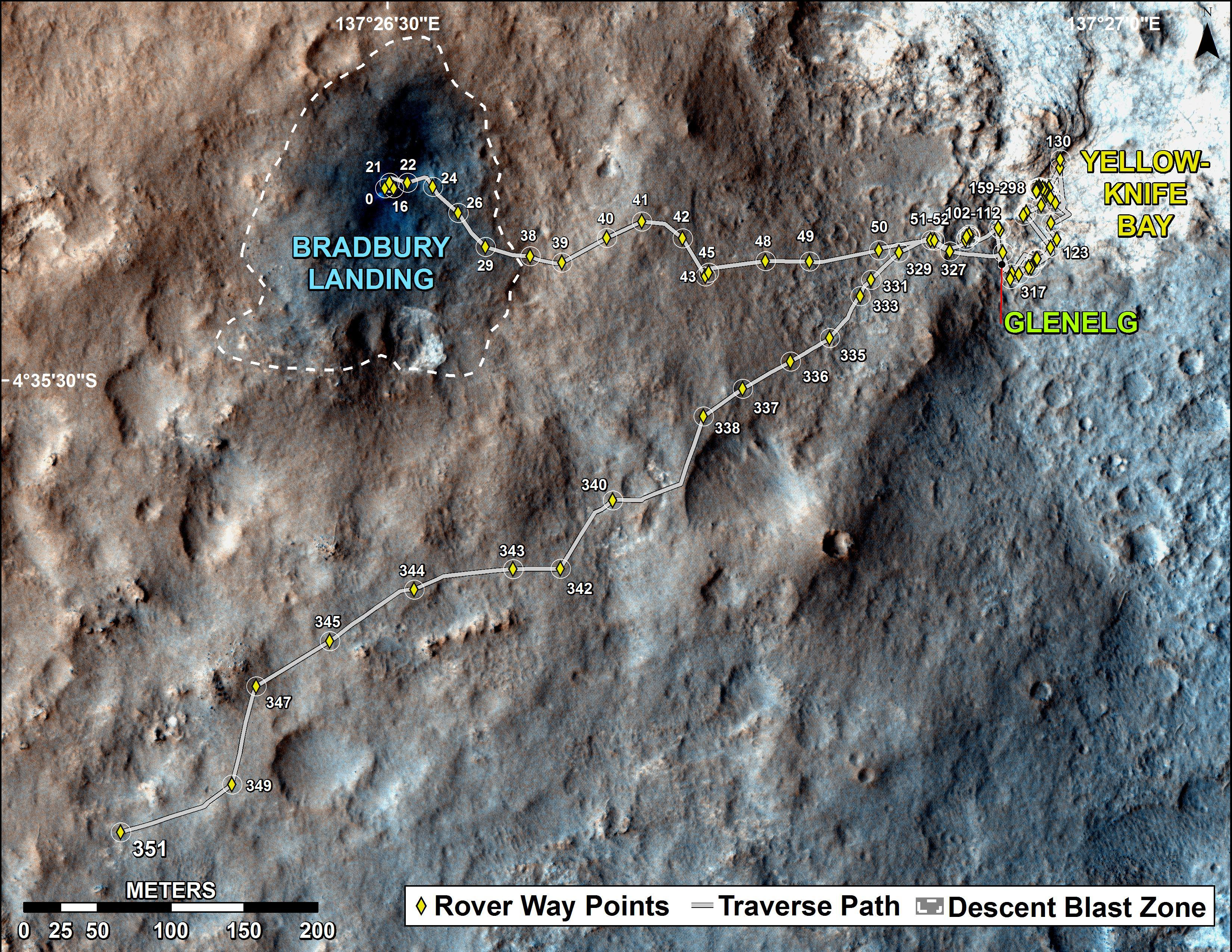
화성에서 큐리오시티 탐사선의 1년과, 1마일 횡단 지도(2013년 8월 1일)(3-D).

### 탐사선 사진

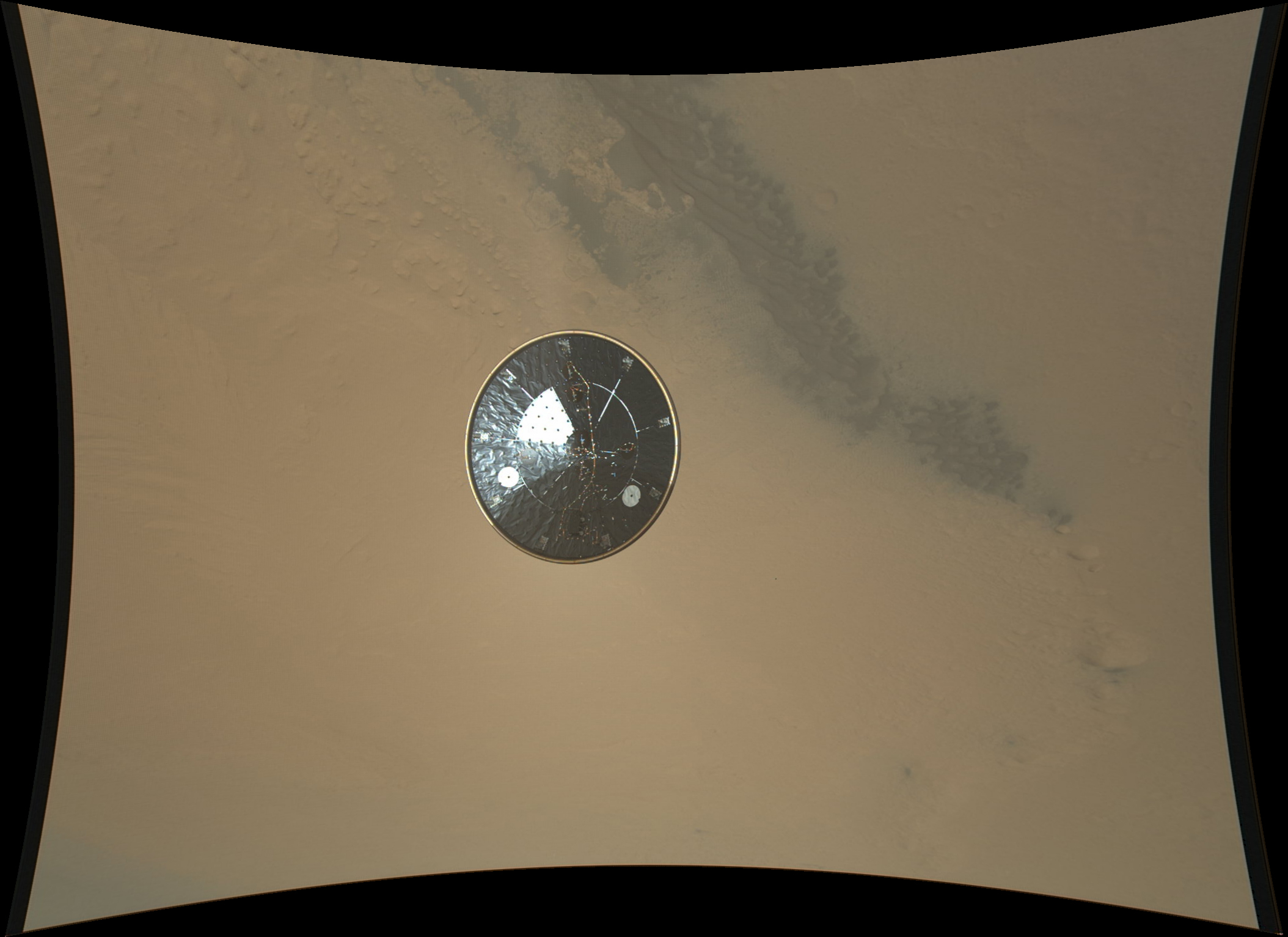
하강하고 있는 큐리오시티에 의해 열 보호막이 제거되었다.
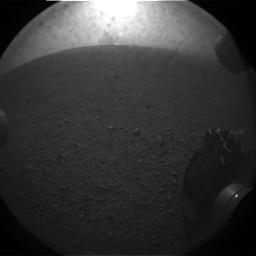
큐리오시티의 착륙 직후 첫 사진(2012년 8월 6일). 탐사차의 바퀴를 볼 수 있다.
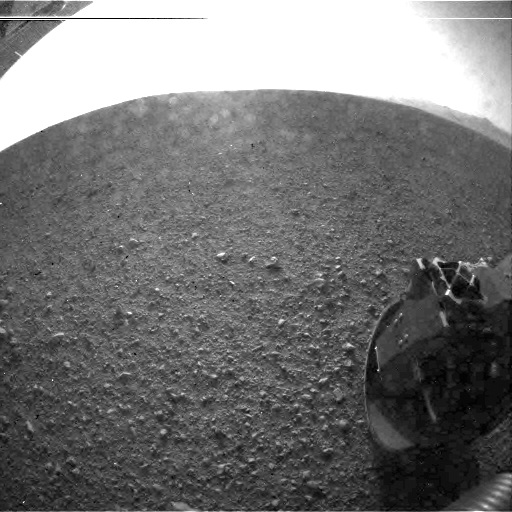
큐리오시티의 착륙 직후 첫 사진(먼지 제거 없음, 2012년 8월 6일)
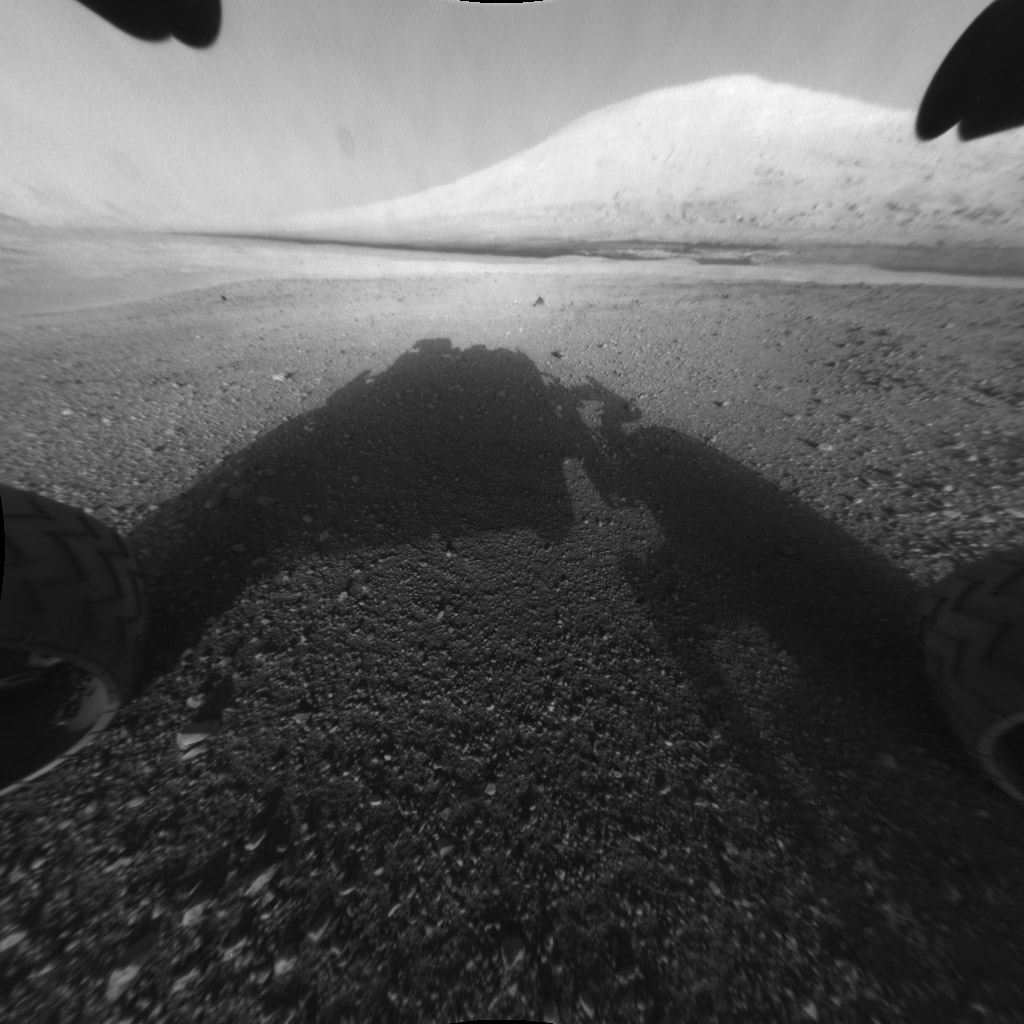
큐리오시티는 2012년 8월 6일에 Aeolis Mons(또는 “샤프산” 기반 근처에 착륙했다.)
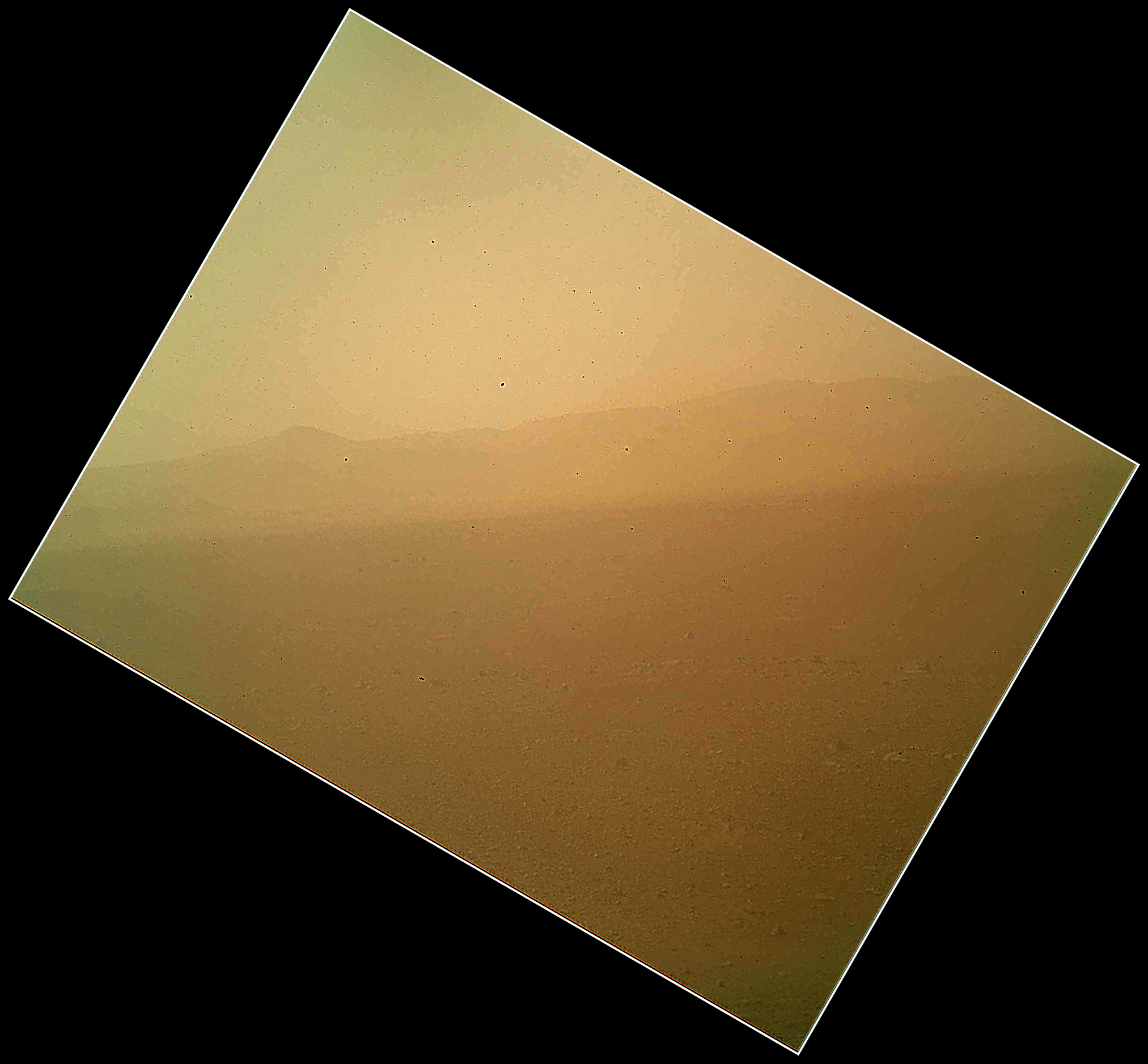
큐리오시티의 MALHI로 찍은 화성 풍경 첫 색채 사진.(2012년 8월 6일)
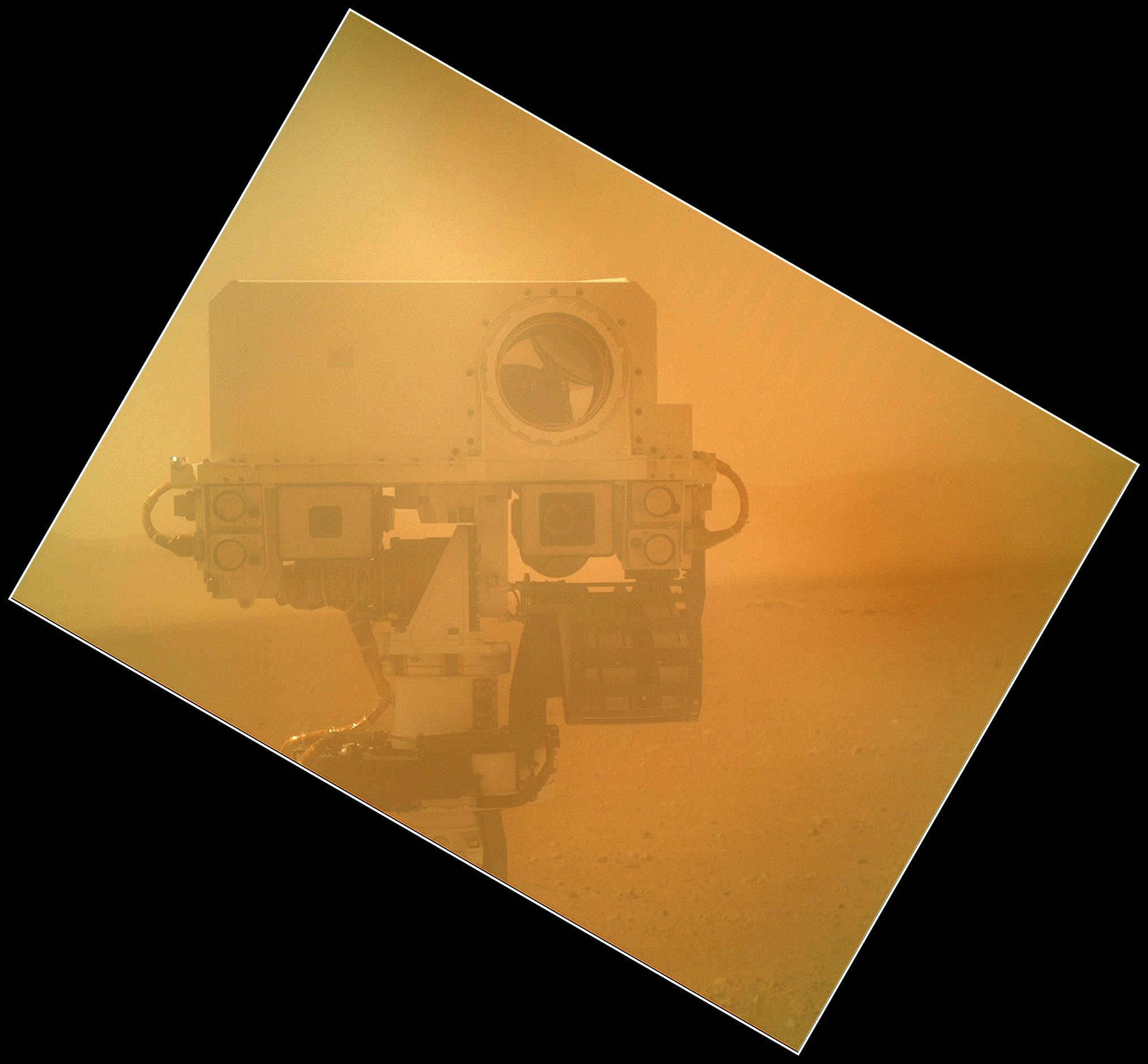
큐리오시티의 자화상-먼지로 덮인 모습(2012년 9월 7일)
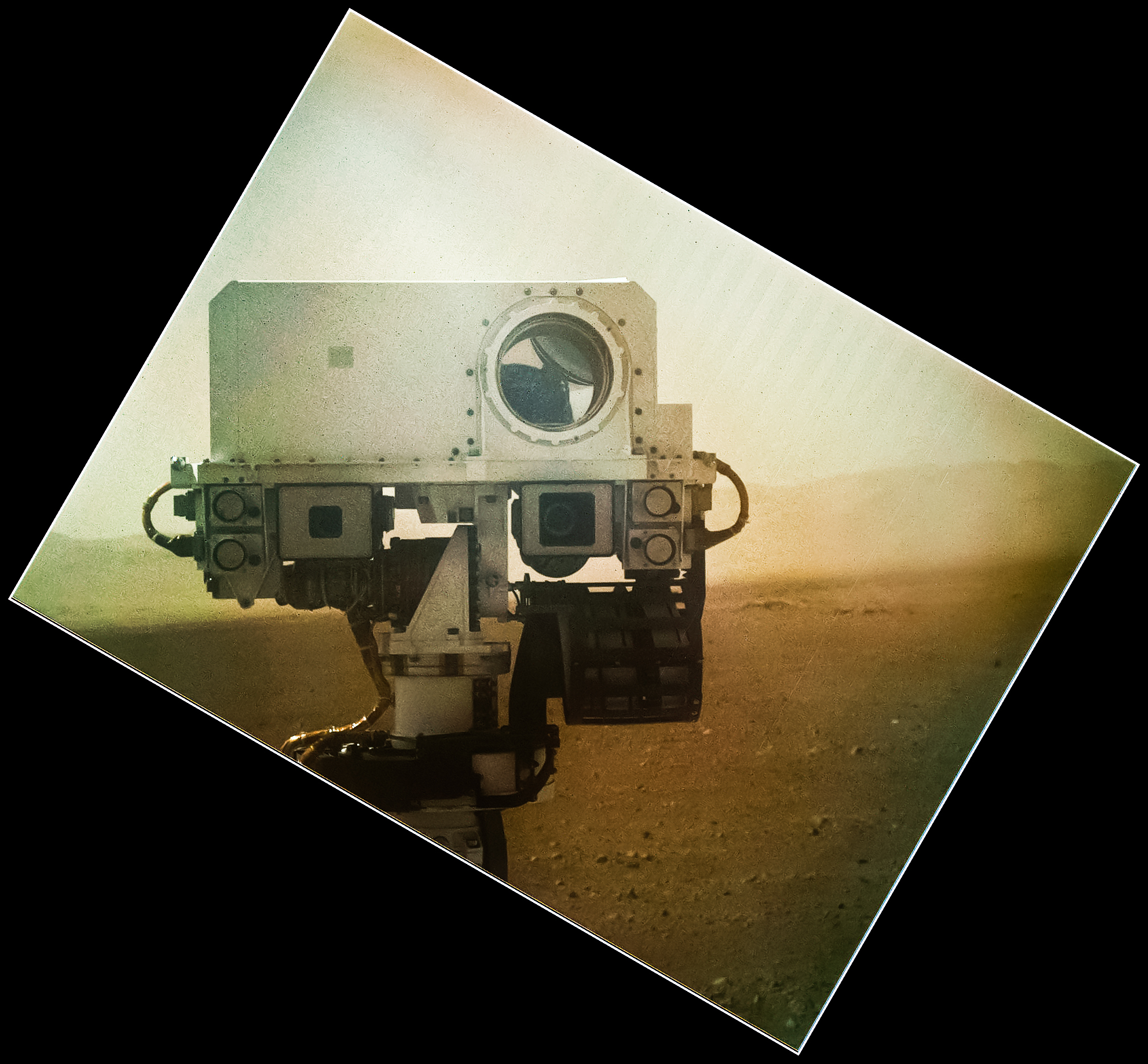
큐리오시티의 자화상(2012년 9월 7일; 색을 수정)
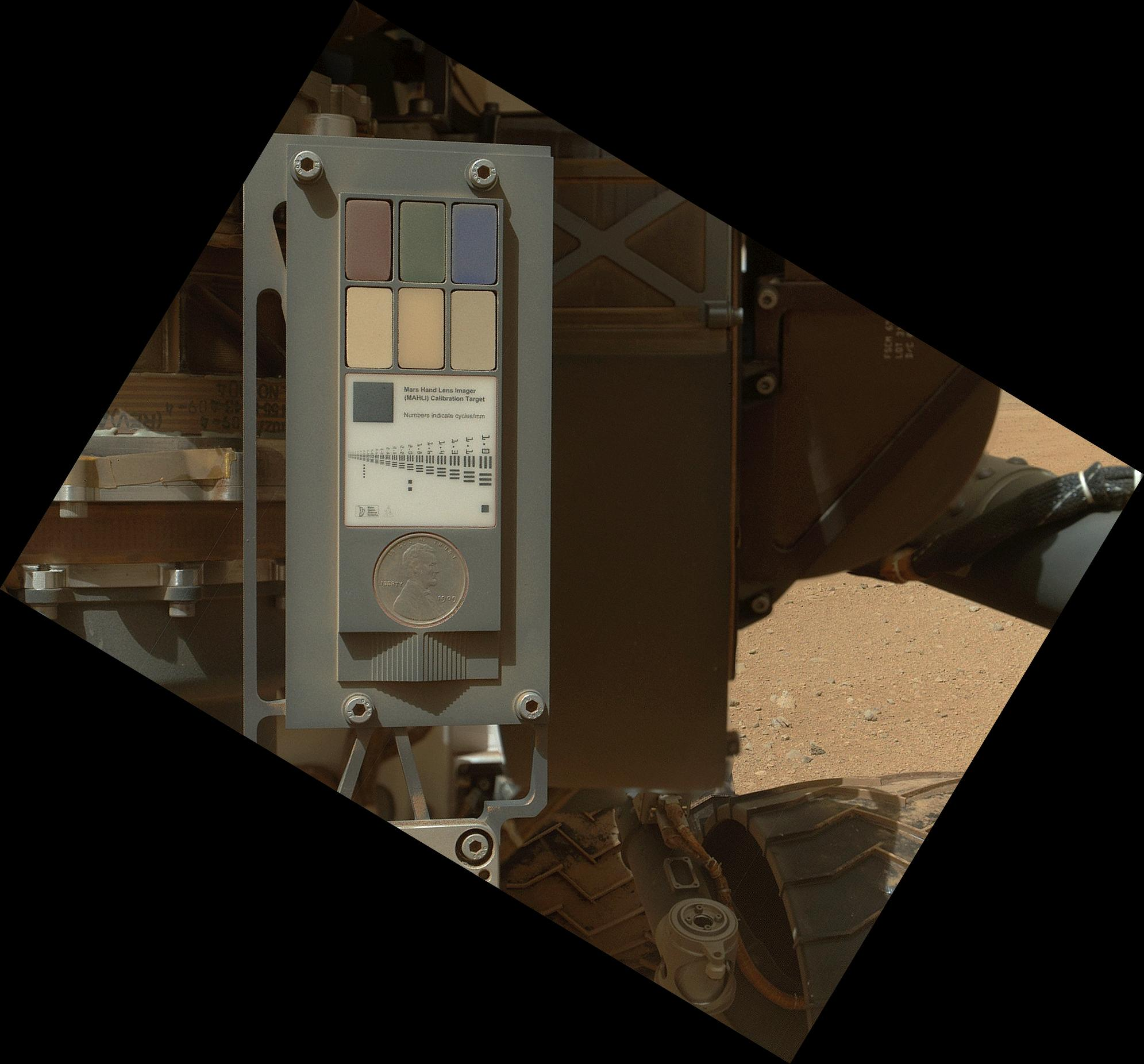
MAHLI의 눈금 목표(2012년 9월 9일; 3-D로 대체)
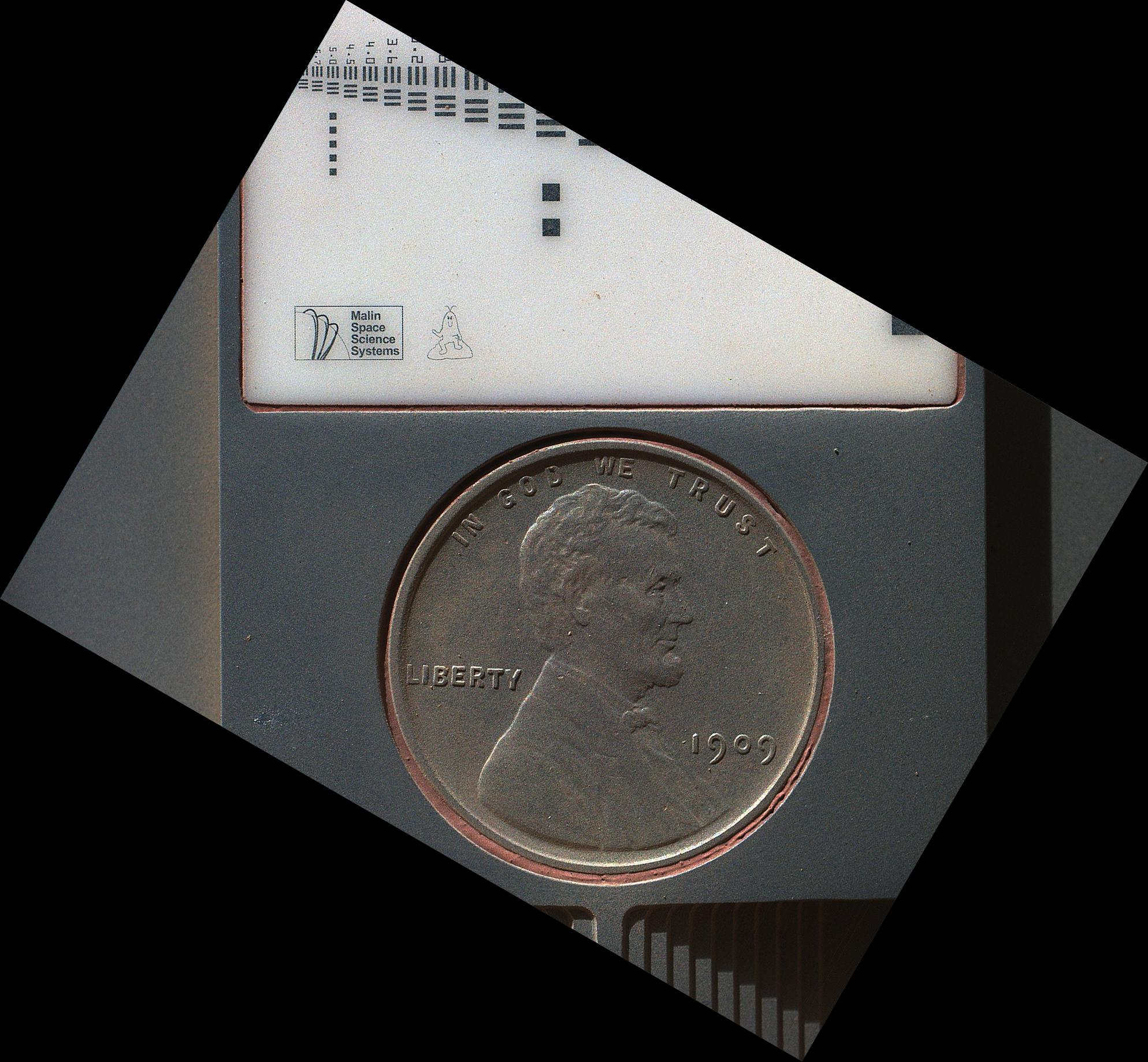
화성의 미국 링컨 페니(큐리오시티; 2012년 9월 10일, 3-D; 2013년 10월 2일).
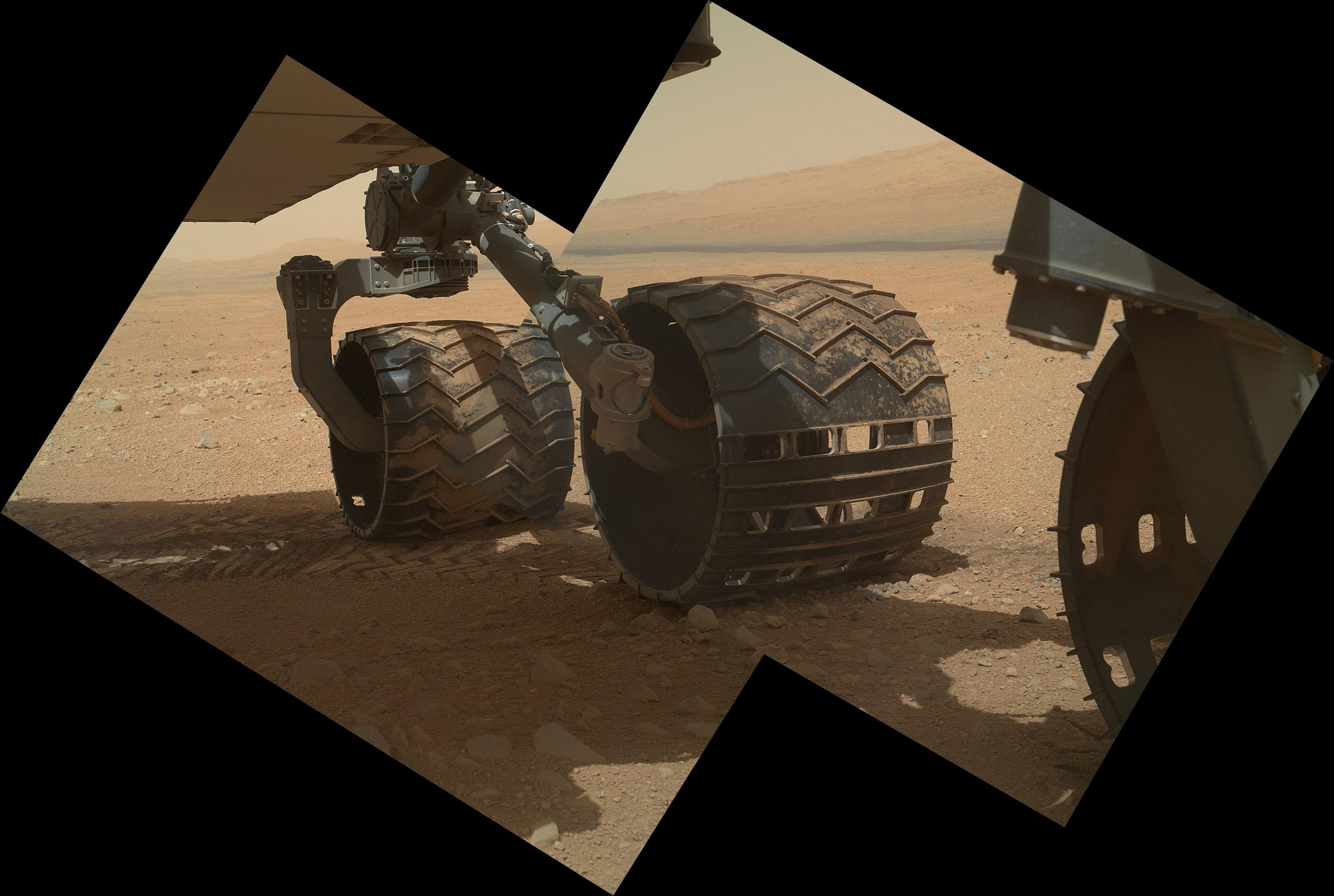
큐리오시티의 바퀴. 샤프산이 뒷 배경으로 보인다.(MAHLI, 2012년 9월 9일).
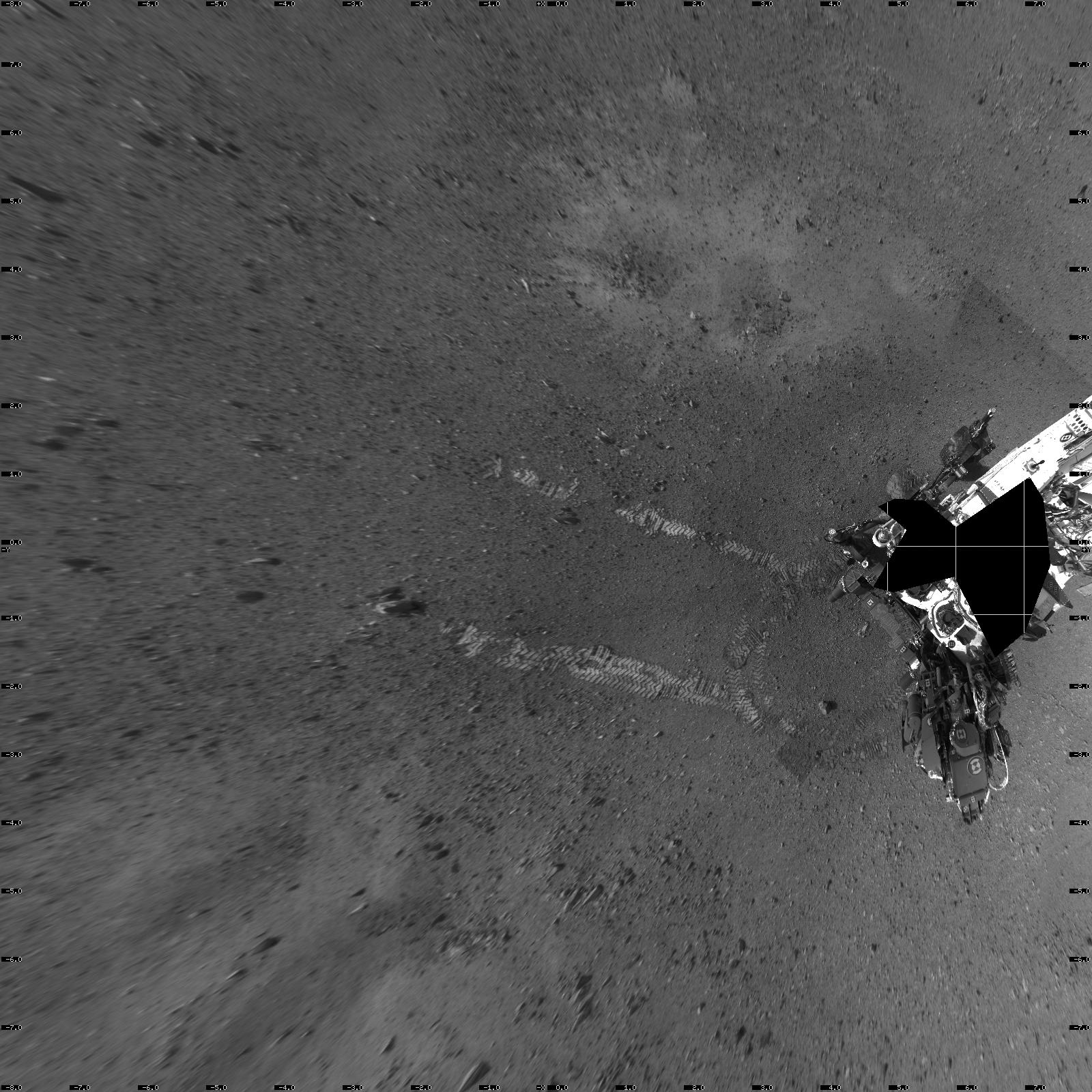
큐리오시티의 첫 주행 시험에서 생긴 선로(2012년 8월 22일), 순수 착륙 위치에서 6m(20피트)이동 후다.
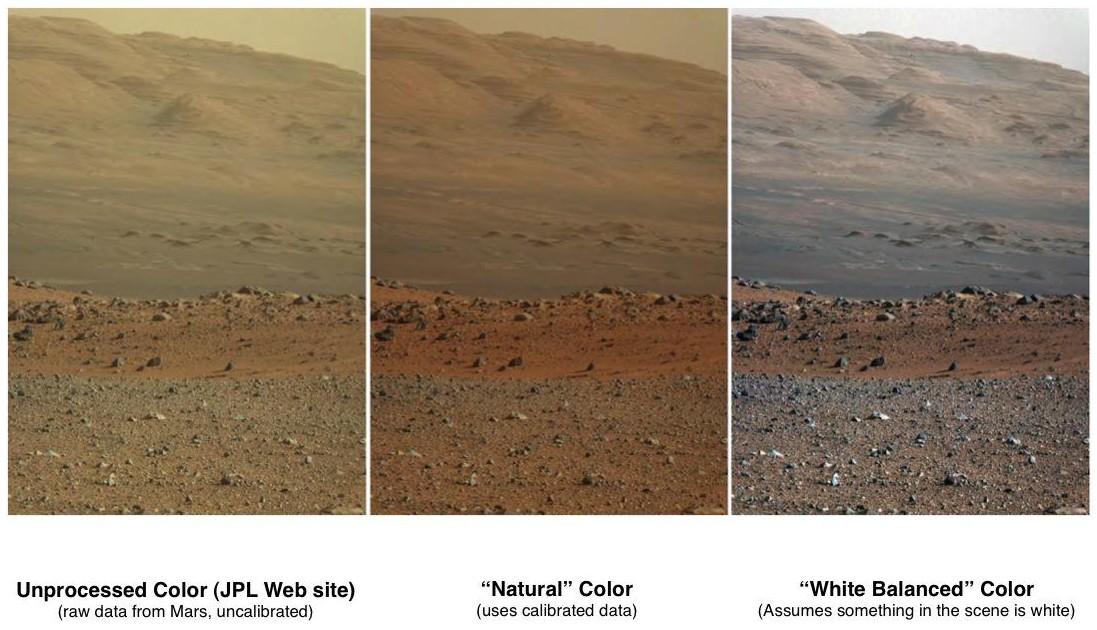
화성의 Aeolis Mons 색 차이의 비교(미가공, 자연, 화이트 밸런스)(2012년 8월 23일)
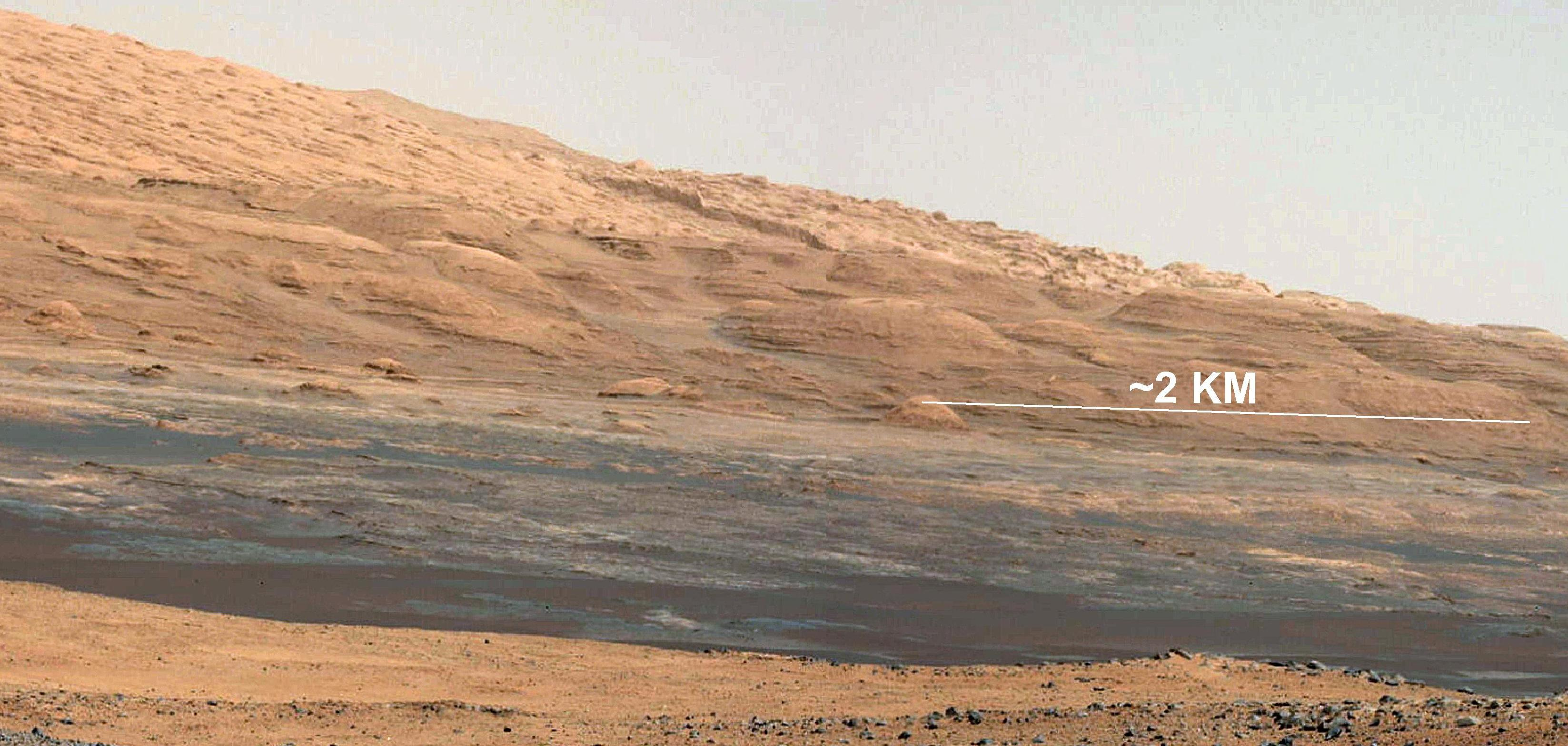
Aeolis Mons를 바라보는 큐리오시티의 시선(2012년 8월 9일; 화이트 밸런스 사진)
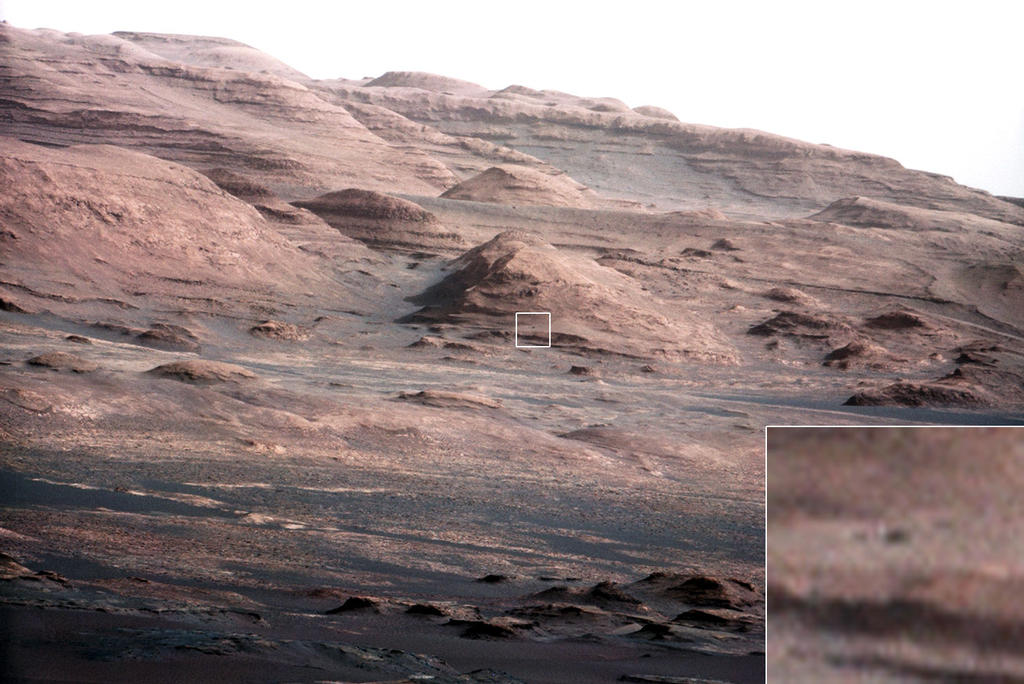
Aeolis Mons의 기본 층들. 덧붙여진 검은 암석의 크기는 큐리오시티와 같다.

### 지도
화성에 대한 다음 지도는 잘 알려져 있는 탐사선의 위치뿐만 아니라 지리학적인 기능의 연관성을 포함하고 있다. 다음 기사를 클릭하면 해당 기사 페이지로 이동한다. 북쪽이 상단이다.;해발고도; 붉은색(높은 곳), 노란색(0), 파란색(낮은 곳)